# Islândia
Islândia (em islandês: Ísland; [ˈistlant] (escutarⓘ)) é um país nórdico insular europeu situado no oceano Atlântico Norte. O seu território abrange a ilha homônima e algumas pequenas ilhas no oceano Atlântico, localizadas entre a Europa continental e a Groenlândia (Gronelândia em português europeu). O país tem uma população de 360 mil habitantes em uma área de cerca de 103 mil quilômetros quadrados. A sua capital e maior cidade é Reiquiavique, cuja área metropolitana abriga cerca de dois terços da população nacional. Devido à sua localização na dorsal mesoatlântica, a Islândia tem uma grande atividade vulcânica e um importante gradiente geotérmico, o que afeta muito a sua paisagem. O interior é constituído principalmente por um planalto caracterizado por campos de areia, montanhas e geleiras. Aquecida pela corrente do Golfo, a Islândia tem um clima temperado em relação à sua latitude e oferece um ambiente habitável.
Segundo Landnámabók, o povoamento da Islândia começou em 874, quando o chefe norueguês Ingólfur Arnarson se tornou o primeiro morador norueguês permanente da ilha. Outros exploradores, como Naddoddr já a tinham visitado antes, mas ficaram lá apenas durante o inverno. Nos séculos seguintes, povos de origem nórdica e céltica instalaram-se no território da Islândia. Até ao século XX, a população islandesa era fortemente dependente da pesca e da agricultura e o território do país era, entre 1262 e 1918, parte das monarquias norueguesa e, mais tarde, dinamarquesa. No século XX, a economia e o sistema de proteção social da Islândia desenvolveram-se rapidamente e, nas últimas décadas, o país tem implementado o livre comércio no Espaço Econômico Europeu, acabando com a dependência da pesca e partindo para novos domínios econômicos no setor de serviços, finanças e de vários tipos de indústrias. A Islândia tem uma economia de livre mercado com baixos impostos em comparação com outros países da OCDE.
A Islândia possui uma sociedade desenvolvida e tecnologicamente avançada cuja cultura é baseada no patrimônio cultural das nações nórdicas. A herança cultural do país inclui a cozinha tradicional islandesa, a poesia e as sagas islandesas medievais. Nos últimos anos, a Islândia tornou-se uma das nações mais ricas e desenvolvidas do mundo, tendo sido classificada pela Organização das Nações Unidas como o terceiro país mais desenvolvido do mundo. Em 2008, entretanto, o sistema bancário do país falhou, causando contração econômica significativa, o que fez com que o país perdesse várias posições na lista dos países com maior PIB per capita, além de dar início a uma agitação política que levou à antecipação das eleições parlamentares, fazendo de Jóhanna Sigurðardóttir a primeira-ministra. Desde então, a economia teve uma recuperação significativa, em grande parte devido a um aumento do turismo. Em 21 de dezembro de 2024, Kristrún Frostadóttir, que sucedeu o curto governo de Bjarni Benediktsson (9 de abril de 2024 a 21 de dezembro de 2024), foi eleita a atual primeira-ministra do país.
A Islândia destaca-se por ser um país muito seguro e pacífico. Em 2024, ocupou a primeira posição no ranking do relatório do Índice Global da Paz, elaborado pelo Instituto para Economia e Paz (IEP), que avaliou 163 países, sendo considerada a nação mais pacífica do mundo. Desde 2008, quando o índice começou, a Islândia tem mantido essa liderança. O país apresenta níveis muito baixos de criminalidade, incluindo crimes violentos, homicídios, terrorismo e conflitos armados. Também é reconhecido pelo respeito aos direitos humanos. Um fato curioso é que o país não tem exército.

## Etimologia
Ísland é um vocábulo que provém da língua nórdica antiga, que significa "terra do gelo". Entretanto, o primeiro nome do país foi Snæland ("terra de neve"), cunhado pelo navegador viquingue Naddodd, um dos primeiros povoadores das Ilhas Féroe. Gardar Svavarsson, um dos primeiros islandeses, rebatizou a ilha como Garðarshólmur ("ilhotas de Gardar"). O nome definitivo "Ísland" foi dado por Flóki Vilgerðarson, em alusão às paisagens de inverno do atual território islandês. Apesar de alguns documentos oficiais apontarem Lýðveldið Ísland (República da Islândia) como o nome oficial do país, a constituição atual do país define-a como simplesmente "Ísland" (Islândia), sem a anteposição do termo "república".

## História

### Estabelecimento e comunidade islandesa (874-1262)

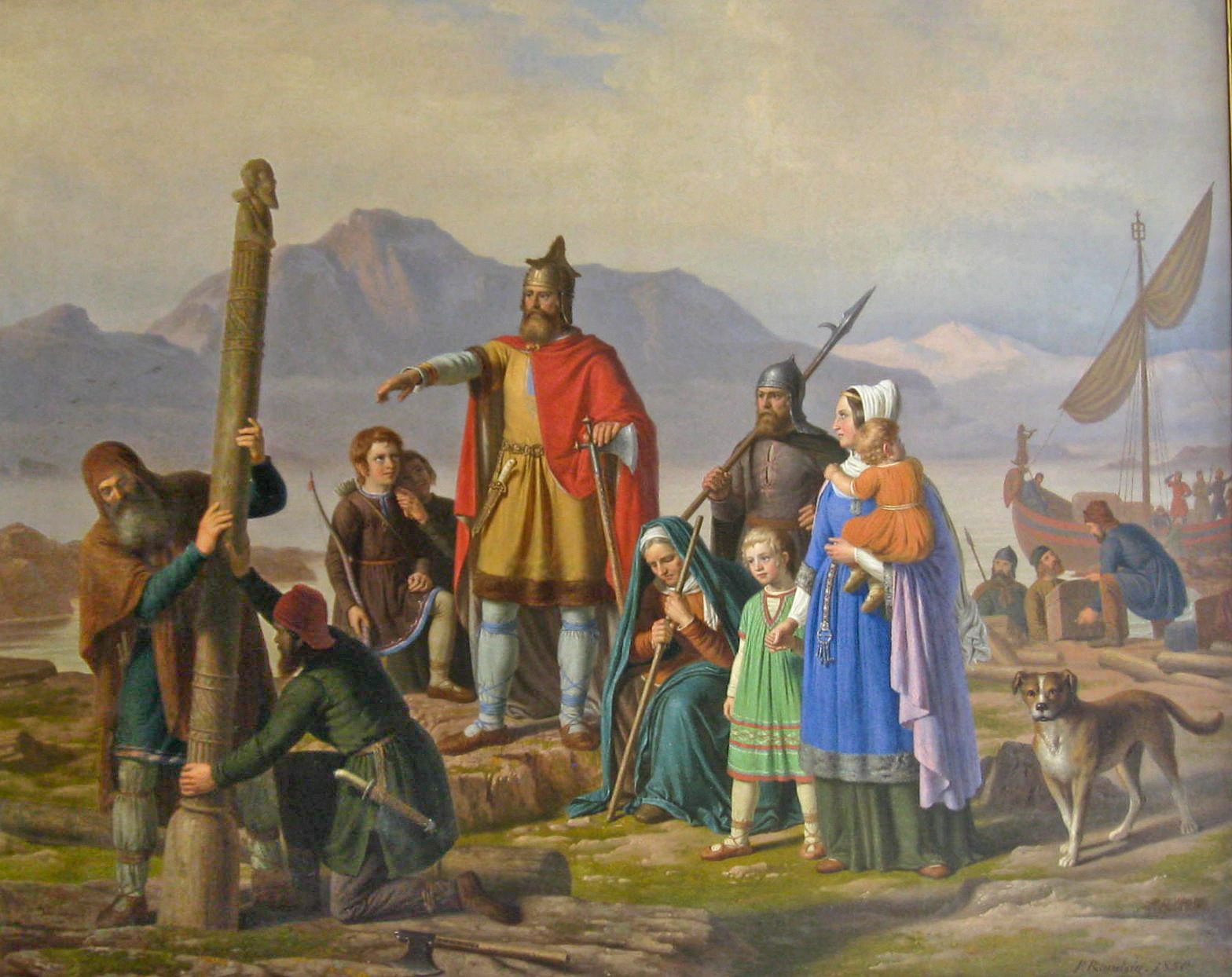
O norueguês Ingólfur Arnarson, primeiro habitante permanente da Islândia

Uma das teorias sobre o atual povoamento do território islandês afirma que os primeiros habitantes desta ilha chegaram por volta do século IX, e que eram membros de uma missão de monges eremitas, também conhecidos como papar, provenientes da Escócia e da Irlanda, embora não existam sítios arqueológicos que comprovem essas hipóteses. Presume-se que os monges abandonaram a ilha com a chegada dos escandinavos, que se assentaram no período compreendido entre os anos 870 e 930. Um artigo da publicação Skirnir, onde são mostrados os resultados de investigações realizadas com radiocarbono, afirma que o país foi habitado desde a segunda metade do século VII.
O primeiro colono nórdico permanente foi Ingólfur Arnarson, que construiu uma granja na zona da atual capital no ano 874. Ingólfur foi seguido por muitos outros colonos imigrantes, a maior parte deles nórdicos, com escravos vindos da Irlanda. Em 930, a maior parte do terreno islandês cultivável já havia sido ocupada. Com isso, foi fundado o Althing, um parlamento legislativo e judicial, como centro político da Comunidade Islandesa. Por volta do ano 1000, o cristianismo foi oficialmente adotado na Islândia. A comunidade islandesa durou até 1262, quando o sistema político idealizado pelos colonos originais se tornou incapaz de enfrentar o poder crescente dos caciques islandeses.

### Colonização escandinava (1262–1814)

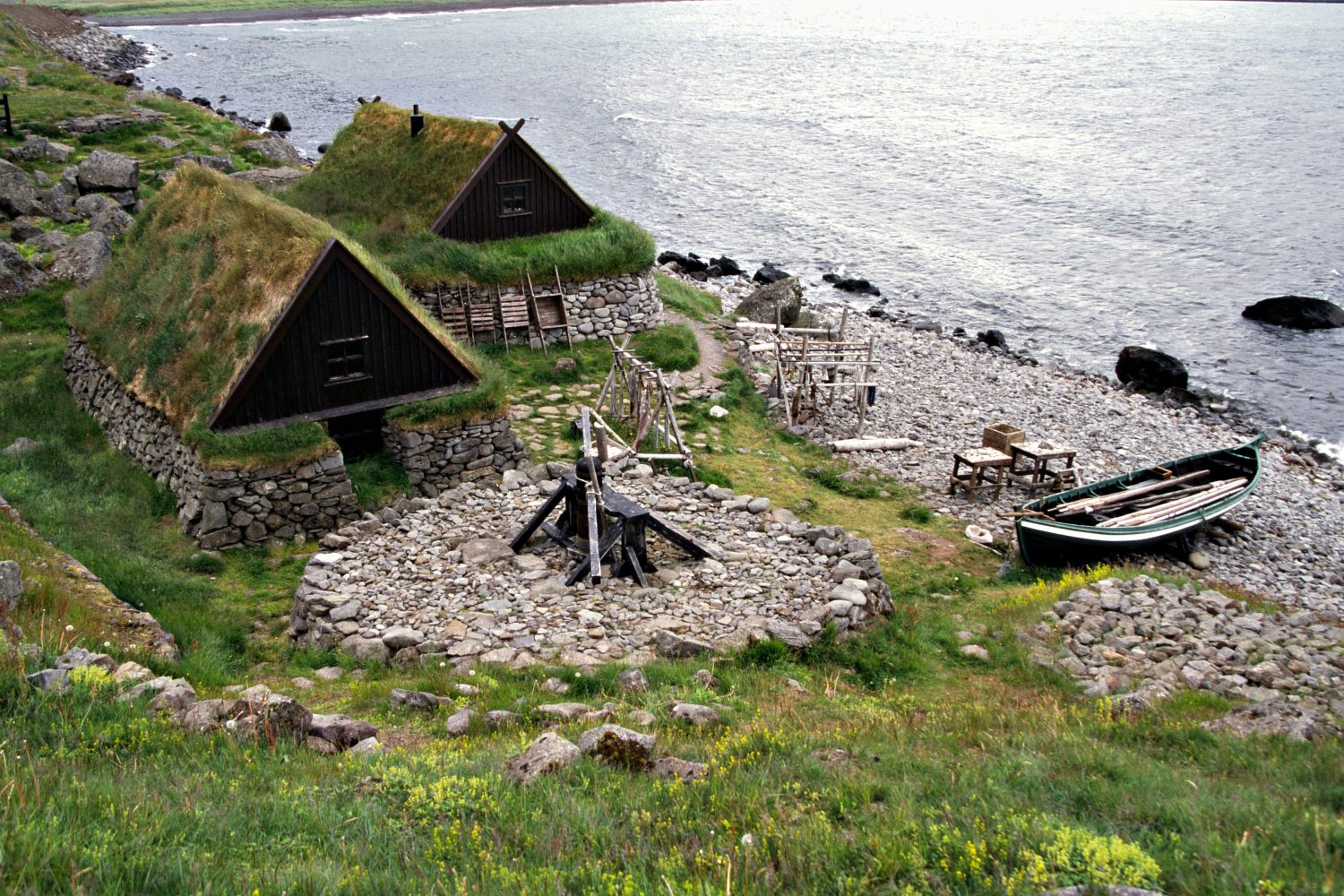
Ósvör, réplica de um antigo posto de pesca às aforas de Bolungarvík

As lutas internas e civis da era de Sturlungaöld levaram o país a assinar o Pacto Antigo em 1262, tratado que colocou a Islândia sob o domínio da Coroa Norueguesa. A posse da Islândia passou para o Reino da Dinamarca e Noruega até finais do século XIV, quando os reinos da Noruega, Dinamarca e Suécia se uniram, formando a União de Kalmar. Nos séculos posteriores, a Islândia passou a ser um dos países mais pobres da Europa. Os solos estéreis, as erupções vulcânicas e o tipo de clima tornaram a vida da sociedade mais difícil, cuja subsistência era quase totalmente dependente da agricultura. A peste negra afetou quase toda a população entre 1402 e 1404 e novamente entre 1494 e 1495, matando cerca de metade dos habitantes. Em meados do século XVI, Cristiano III da Dinamarca e Noruega começou a impor o luteranismo a todos os seus súditos. O último bispo católico do país (antes de 1968) foi Jón Arason, decapitado em 1550 juntamente com seus filhos. Posteriormente, quase toda a população islandesa aderiu ao luteranismo, que desde então é a religião predominante. Nos séculos XVII e XVIII, a Dinamarca impôs à Islândia uma série de restrições ao comércio, enquanto piratas ingleses, espanhóis e argelinos (ver: Sequestros turcos na Islândia) invadiam sua costa. Uma epidemia de varíola registrada no século XVIII causou a morte de aproximadamente um terço da população. Em 1783 a erupção do vulcão Laki teve efeitos devastadores; nos anos seguintes à erupção, época conhecida como "aflição na névoa" (em islandês: Móðuharðindin), mais de metade das espécies de animais no país morreram e mais de um quarto da população morreu de fome.

### Movimento de Independência (1814–1918)
Em 1814, após as Guerras Napoleônicas, o Reino da Dinamarca–Noruega foi dividido em dois novos reinos separados pelo Tratado de Kiel. Entretanto, a Islândia permaneceu dependente da Dinamarca. Durante o século XIX, o clima islandês continuou piorando, provocando uma emigração em massa para o Novo Mundo, especialmente para a província de Manitoba, no Canadá. Cerca de quinze mil pessoas, dentre uma população total de setenta mil, abandonaram a Islândia. Porém, no auge das dificuldades, surgiu, por volta dos anos 1850, um movimento nacionalista, que conseguiu adquirir uma força considerável, conquistando a reabertura do parlamento islandês e a liberação do comércio com outros países. Desta maneira, nasceu o movimento de luta pela independência da Islândia, liderado por Jon Sigurðsson. Em 1874, a Dinamarca concedeu à Islândia uma constituição e um governo limitado, que foi expandido em 1904.

### Reino da Islândia (1918–1944)
O Ato de União, acordo firmado com a Dinamarca em 1.° de dezembro de 1918 e válido durante vinte e cinco anos, concedeu à Islândia o total reconhecimento como um Estado soberano em uma união pessoal com o rei da Dinamarca. Isso significa que o rei exercia a mesma função tratando-se de assuntos internacionais, mas essa união terminaria após 25 anos. Durante a Segunda Guerra Mundial, a Islândia uniu-se à Dinamarca mantendo a sua postura neutra. Entretanto, após a ocupação alemã da Dinamarca em 9 de abril de 1940, o parlamento decidiu que a Islândia deveria assumir os poderes do rei dinamarquês, substituí-lo por um regente e declarou que seria feita a implantação da política externa independente, além de outras questões previamente gerenciadas pela Dinamarca à petição islandesa. Um mês mais tarde, as Forças Armadas do Reino Unido invadiram a Islândia, violando sua neutralidade. Em 1941, o país passou a ser dominado pelos Estados Unidos, para que o Reino Unido pudesse implantar as suas tropas em outros locais.
Em 31 de dezembro de 1943, o Ato de União expirou depois de 25 anos. A partir de 20 de maio de 1944, os islandeses votaram em um referendo de quatro dias para determinar o futuro da união pessoal com o rei da Dinamarca e a possível implantação de uma república. No resultado, 97% dos votos puseram fim a essa união e 95% votaram a favor de uma nova constituição republicana. Finalmente, a nação converteu-se em república a 20 de junho do mesmo ano, tendo Sveinn Björnsson como primeiro presidente.

### República da Islândia (1944–presente)

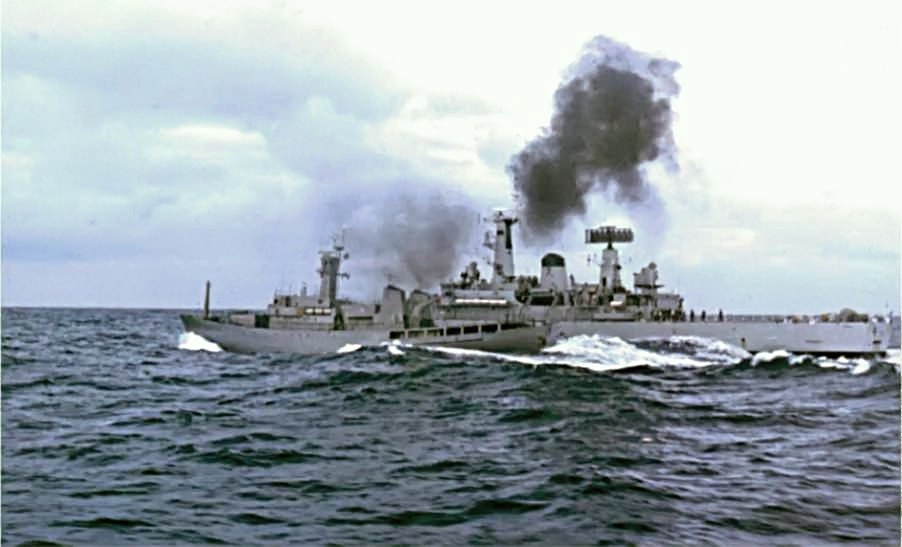
Navios britânicos e islandeses durante a Guerra do Bacalhau

Em 1946, as forças de ocupação dos Aliados retiraram-se da Islândia, que se tornou um membro da OTAN (Organização do Tratado do Atlântico Norte) em 30 de março de 1949, provocando controvérsias e protestos em algumas áreas do país. Em 5 de maio de 1951, a nação firmou um acordo de defesa com os Estados Unidos. Houve o retorno de tropas norte-americanas que permaneceram lá ao longo da Guerra Fria, até a completa retirada em 30 de setembro de 2006.
O período pós-guerra caracterizou-se por um importante crescimento econômico sem precedentes, provocado pela expansão da indústria de pesca e pela ajuda oferecida pelo Plano Marshall. O desenvolvimento económico foi acompanhado pela criação de um Estado-Providência inspirado no modelo escandinavo, que promoveu o aumento do nível de vida e a regulação das desigualdades. No entanto, uma oligarquia permaneceu predominante: catorze famílias - um grupo conhecido como "Octopus" - constituíram a elite económica e política do país. Dominaram todos os sectores da economia: importação, transporte, banca, seguros, pesca e abastecimento da base da OTAN. Politicamente, esta oligarquia governava o Partido da Independência (PI), que controlava os meios de comunicação social. Também determinou as nomeações de altos funcionários públicos na administração, na polícia e no exército. Os partidos dominantes (PI e Partido do Progresso) geriram directamente os bancos públicos locais, tornando impossível obter empréstimos sem o acordo do apparatchik local.
A década de 1970 foi marcada pela Guerra do Bacalhau, uma série de disputas com o Reino Unido sobre a extensão e direitos da zona econômica exclusiva. Em 1994, a economia diversificou-se e foi liberalizada quando a nação se uniu ao Espaço Econômico Europeu. O Primeiro-Ministro Davíð Oddsson embarcou num programa de venda de bens estatais e de desregulamentação do mercado de trabalho. As desigualdades de rendimento e riqueza alargaram-se, agravadas por políticas fiscais desfavoráveis para a metade mais pobre da população.
Entre 2003 e 2007, a economia da Islândia transformou-se, baseada até então na indústria pesqueira, passando a ser uma nação que oferecia serviços financeiros sofisticados. Os sinais alarmantes multiplicam-se rapidamente. O défice da balança corrente do país aumentou de 5% do PIB em 2003 para 20% em 2006, um dos níveis mais elevados do mundo. No início de 2006, a agência Fitch baixou a classificação da Islândia de "estável" para "negativo". A coroa islandesa perdeu parte do seu valor, em contraste com o valor das dívidas dos bancos, que aumentou. O mercado de acções entrou em colapso e as falências aumentaram, forçando o Estado a mobilizar as finanças públicas em benefício do sector privado. O Banco Danske em Copenhague descreveu então a Islândia como uma economia à beira de explodir. Consequentemente, o país foi um dos mais afetados pela crise econômica de 2008, que se estendeu até 2009. Esta crise tem resultado na maior onda emigratória islandesa desde 1887. Em meados de 2009, numerosos protestos perante a crise provocaram a demissão governamental, seguida da convocação de eleições gerais para o mês de abril. Em 2009, a Aliança Social Democrática e o Movimento de Esquerda Verde venceram nos comícios, liderados por Jóhanna Sigurðardóttir, que assumiu o poder como primeira-ministra. Em novembro de 2010, foi estabelecida uma assembleia popular de vinte e cinco pessoas sem afiliação política, que delegou a responsabilidade de preparar uma proposta para substituir a Constituição do país.

## Geografia

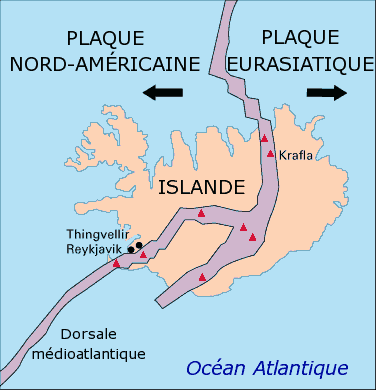
As placas continentais eurasiática e norte-americana, e a zona de vulcões ativos

A Islândia é uma grande ilha vulcânica localizada no norte do oceano Atlântico um pouco ao sul do Círculo Polar Ártico. Culturalmente ligada à Europa, a Islândia não possui nenhum traço geológico em comum com o continente europeu. Com uma área de mais de 102 mil quilômetros quadrados, é a décima oitava maior ilha do mundo e a segunda maior da Europa. Existem outras numerosas pequenas ilhas no litoral como as ilhas Hrísey, Grímsey e o arquipélago de Vestmannaeyjar. As outras massas de terra mais próximas do país são a Groenlândia (Gronelândia em português europeu) a 286 quilômetros, a Escócia a 795 quilômetros e a Noruega a 950 quilômetros.

### Características físicas
A Islândia possui um relevo bastante acidentado cheio de montanhas localizadas em uma espécie de planalto com altitude média em torno de 500 metros. O monte Hvannadalshnúkur é o mais alto do país, com altitude de 2 119 metros acima do nível do mar. Existem diversos glaciares na ilha, que cobrem cerca de onze por cento da superfície do país. O maior e mais conhecido é o Vatnajökull (vat'najö'küdll) com mais de oito mil quilômetros quadrados. Outros glaciares importantes são o Langjökull, o Hofsjökull e o Mýrdalsjökull. Nos últimos anos, a área desses glaciares tem diminuído significativamente, e essa redução é atribuída ao aquecimento global.

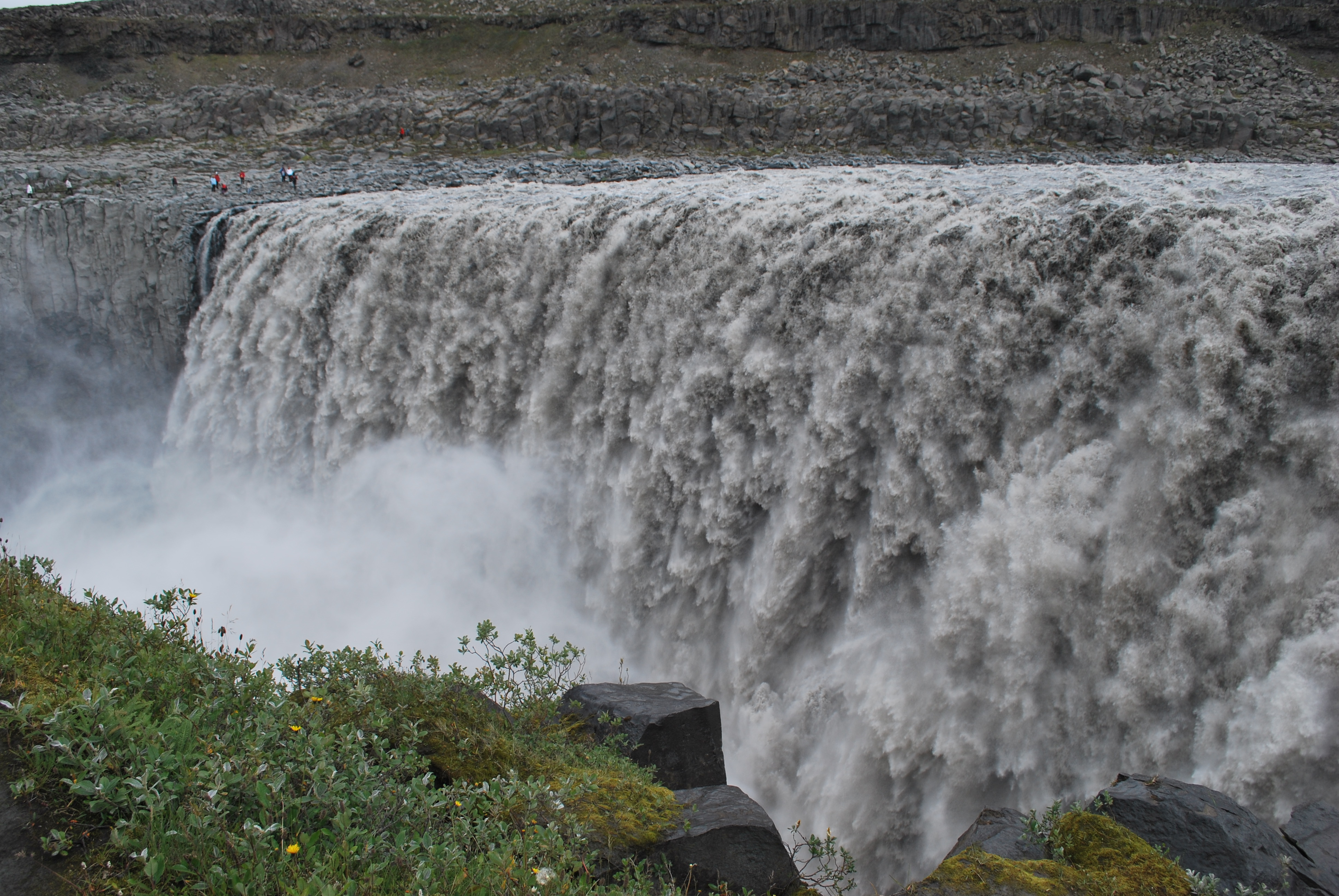
Dettifoss, a maior queda d'água da Europa, tem mais de quarenta metros de altura

Os rios da Islândia podem ser classificados em três grupos. O primeiro deles são os rios formados pelo degelo dos glaciares que carregam uma grande quantidade de lama, por isso, a cor da água costuma ser acastanhada. Possuem maior quantidade de água no verão, principalmente entre julho e agosto, e no inverno podem congelar completamente. O segundo tipo de rio são aqueles comuns, onde a água brota de nascentes, que geralmente surgem em áreas de rocha basáltica. A água geralmente é clara, e os maiores volumes de vazão ocorrem na primavera e no outono por causa do derretimento da neve e das chuvas intensas, respectivamente. Por fim, o terceiro grupo de rios são os pequenos afluentes que nascem nas regiões porosas das áreas vulcânicas e se juntam em rios maiores de água límpida. Na nascente, esses rios apresentam uma temperatura constante entre três e cinco graus Celsius, por isso não congelam no inverno. Outra característica desse tipo de rio é que a caudal é praticamente constante, independentemente dos fatores externos.
Os três tipos de rios possuem um curso rápido, profundo e cheio de quedas de água. Uma delas é a catarata de Dettifoss no rio Jökulsá á Fjöllum que, com 44 metros de altura, é a maior da Europa. Os rios mais longos do país são o Thjórsá com 237 quilômetros de extensão, Jökulsá á Fjöllum com 206 e Ölfusá–Hvítá com 185 quilômetros. Na Islândia os lagos são numerosos, mas na sua maioria são relativamente pequenos e possuem origens diversas, como os formados por movimentos tectônicos e nas crateras de vulcão, além do movimento dos glaciares. O maior lago do país é o Thingvallavatn, com uma área de 84 quilômetros quadrados, localizado no sudoeste do país.

### Atividade geológica

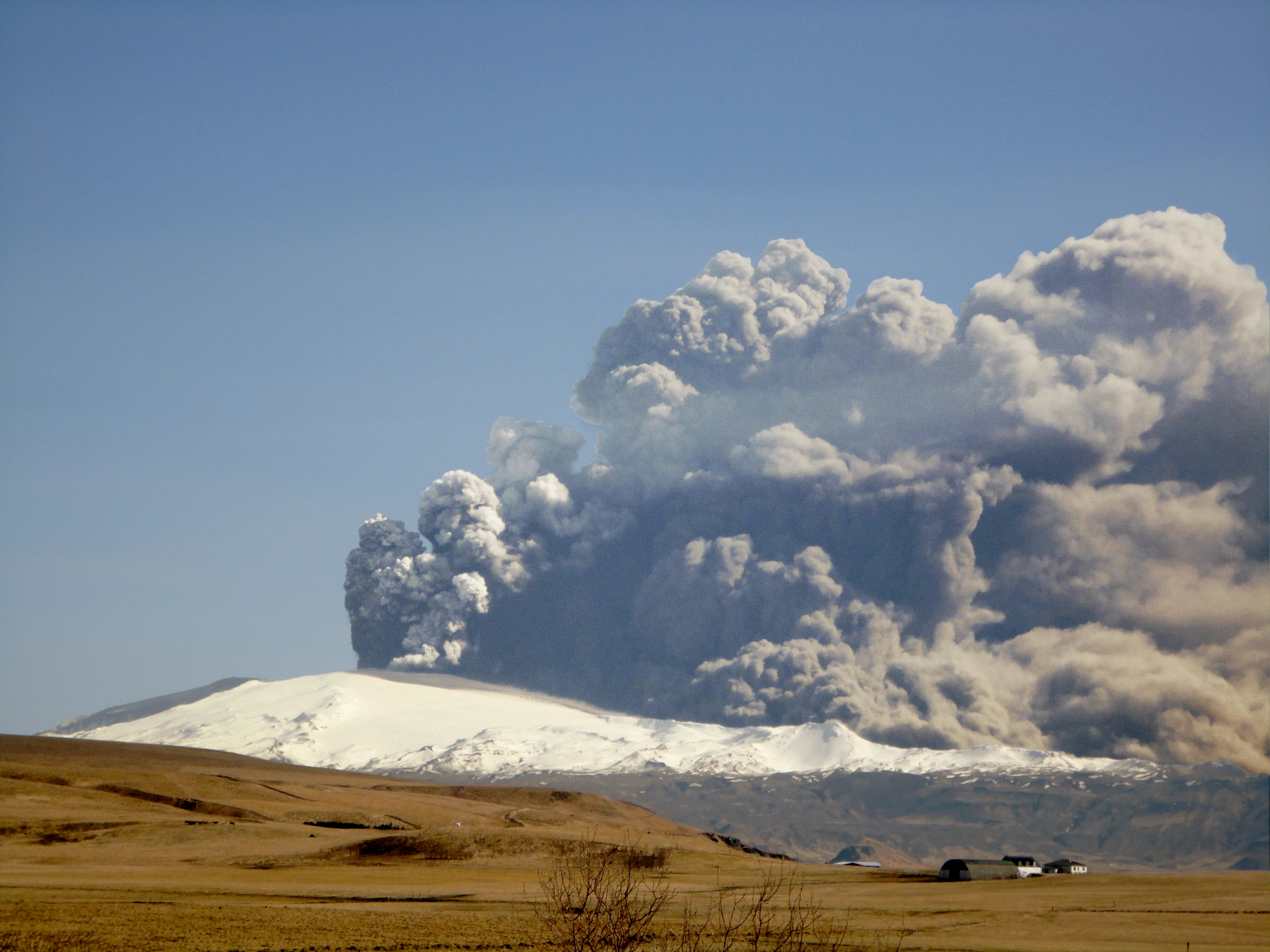
Em 2010, as cinzas do vulcão Eyjafjallajökull bloquearam o tráfego aéreo na Europa continental

A Islândia está localizada na dorsal mesoatlântica (uma cadeia de montanhas submarinas que se estendem ao longo dos limites das placas tectônicas), no encontro entre as placas norte americana e euro-asiática. Esta dorsal mesoatlântica é exactamente a zona em que uma nova crosta oceânica se vai formando continuamente por meio de erupções vulcânicas, enquanto as placas se afastam a uma taxa média de dois centímetros e meio ao ano, fazendo o país crescer. Além disso, a Islândia está sobre um ponto quente, o que significa que a crosta é mais fina em comparação com o resto do mundo. Quando as placas tectônicas se movem, surge uma fissura que permite que o magma flua para a superfície, dando origem a uma erupção vulcânica.
Atualmente existem cerca de trinta sistemas vulcânicos no país. Um dos mais famosos é o vulcão Eyjafjallajökull (pronuncia-se eia-fiátla-iocutl), que em 2010 causou o fechamento de diversos aeroportos na Europa por causa das cinzas ejetadas na atmosfera. Várias erupções importantes aconteceram na história do país, dentre elas a principal é a do vulcão Laki, ocorrida de 1783 a 1784, causou um desastre natural comprometendo a agropecuária e matou um quarto da população islandesa.

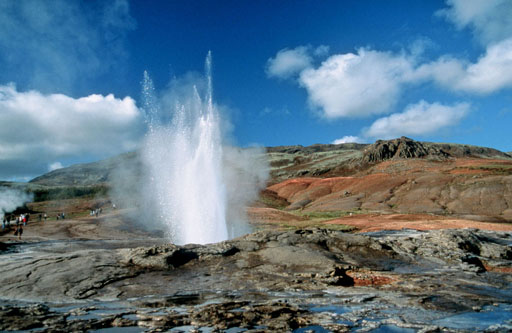
Geysir, um géiser no vale Haukadalur. É o mais antigo gêiser conhecido, em atividade desde o século XIV

Por conta da atividade vulcânica, existem ainda muitos gêiseres e fontes termais por todo o território islandês. O gêiser mais famoso e também o mais antigo conhecido é o Geysir, cujo nome deu origem à palavra que designa tais nascentes eruptivas. Esse gêiser surgiu por volta do século XIV e tornou-se dormente no começo do século XIX, até que um terremoto em junho de 2000 fez com que essa fonte entrasse novamente em atividade, expelindo água quente e vapor a cada oito horas. Outro gêiser famoso é o Strokkur, lançando água quente a mais de vinte metros de altura a cada oito minutos. A água aquecida das fontes termais também é muito apreciada pelas suas propriedades medicinais.
Localizada numa área de encontro entre placas tectônicas, os terremotos na ilha são relativamente comuns. Ao longo da história do país, numerosos tremores de terra foram registrados. No entanto, a sua intensidade geralmente não é muito grande, pois as placas estão em afastamento contínuo. Dentre os mais recentes, os mais intensos foram registrados em 2008, com magnitude 6.1 na escala de Richter e em 17 e 21 de junho de 2000, com magnitude de 7,1. Ambos os sismos aconteceram na região sudeste do país, onde se encontra a maior parte da população. Nessas ocasiões não foram registradas vítimas fatais, tendo havido somente danos em prédios e construções.

### Clima

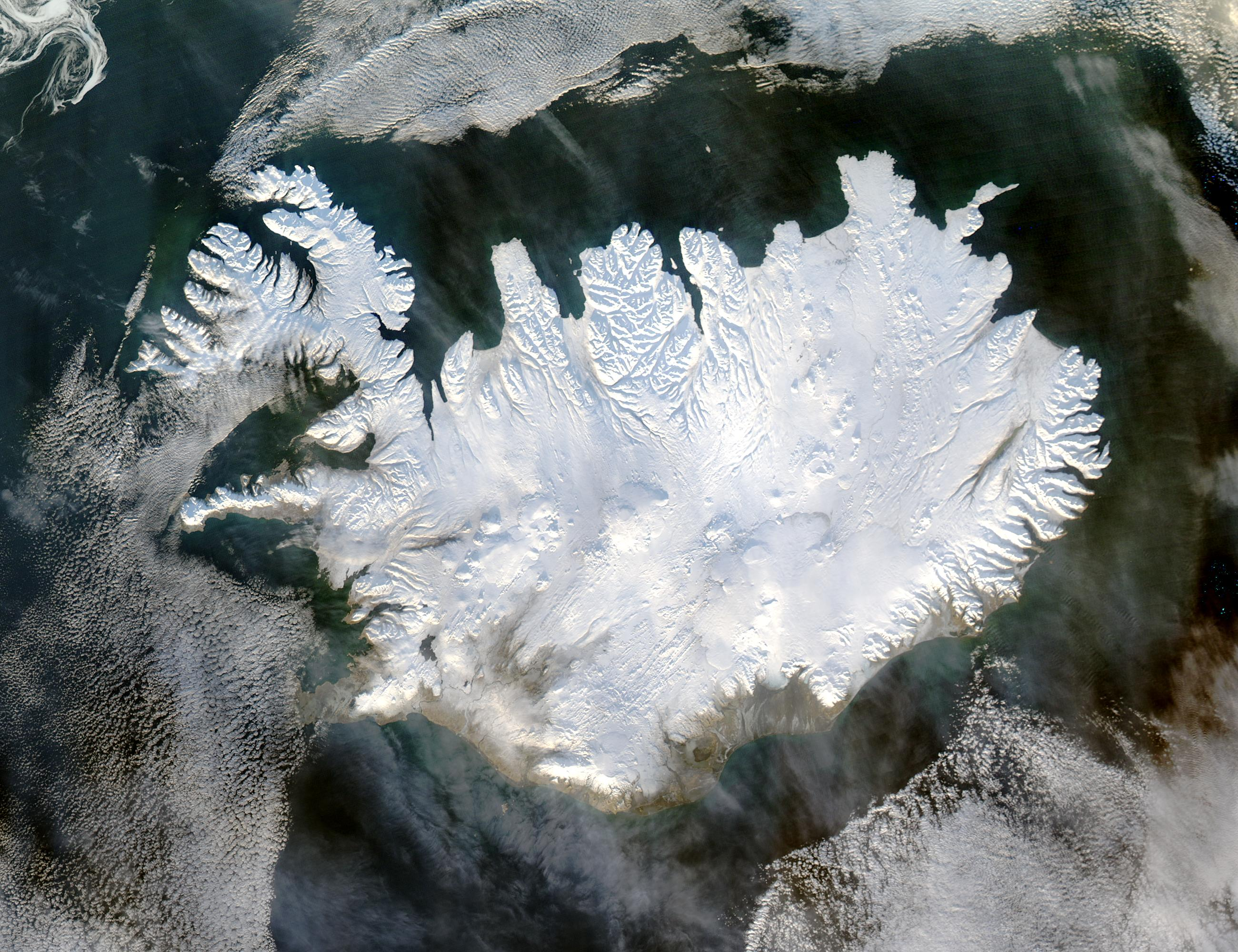
Imagem de satélite da Islândia durante o inverno (NASA)

O clima da costa da Islândia é oceânico subpolar, ou seja, possui verões frescos e curtos e invernos suaves com temperaturas que não descem abaixo dos −3 °C. As temperaturas no país são relativamente amenas se comparadas com as de outras regiões na mesma latitude. A corrente marítima do Golfo, que é um fluxo de água quente que sai da América Central em direção ao norte da Europa, faz com que as temperaturas sejam maiores e os invernos menos rigorosos. Todo o litoral do país, essencialmente na parte sul, é mais quente por causa dessa corrente marítima, o que geralmente impede a formação de blocos de gelo (inclusive no inverno); a despeito de em 1969 o gelo ter invadido toda a costa norte.
A precipitação está diretamente relacionada com a passagem de ciclones de baixa pressão que se formam no oceano ao sul da ilha, onde são registradas as maiores quantidades de chuva e gelo do país. Os ventos predominantes são na direção leste e nordeste, possuindo maior intensidade nas regiões mais altas das montanhas, embora sob certas circunstâncias, a topografia do relevo pode canalizar esses ventos fazendo com que sejam registradas grandes velocidades a menor altitude, como no interior dos vales. Por vezes, ventos secos vindos da parte norte podem causar fortes tempestades de areia, mais frequentes no verão e no começo do outono. As tempestades com chuva e trovoadas são bastante raras na Islândia, mas ocorrem no fim do verão quando as massas de ar quente são defletidas da Europa para as latitudes nórdicas; em média menos de cinco dias por ano.

### Natureza e meio ambiente

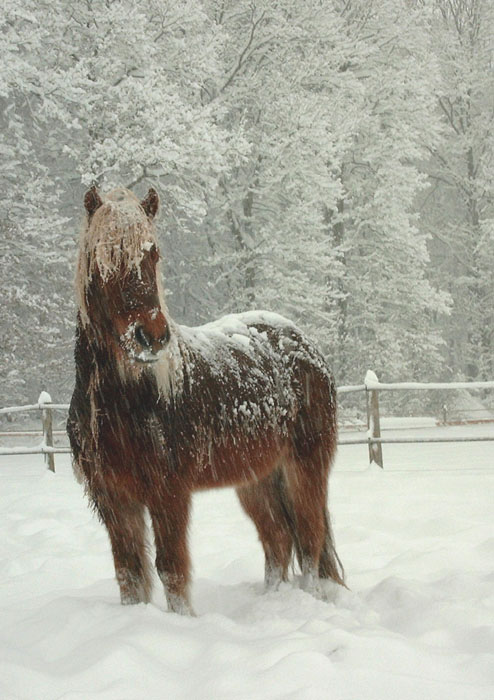
Cavalo islandês, no rigoroso inverno europeu

De acordo com registros datados do século XII, a Islândia já foi um país coberto por florestas que se estendiam "do alto das montanhas até a costa do mar". Entretanto, a chegada dos seres humanos perturbou esse delicado ecossistema. A destruição das florestas para formar criação de pastos, a atividade vulcânica, o movimento dos glaciares e o clima desfavorável contribuíram com a erosão do solo que não permite o crescimento de novas árvores. Atualmente, apenas um quarto da superfície do país tem algumas zonas florestais. A área restante é coberta de areia, rochas e campos de lava, além dos glaciares, distribuídos por todo o país. A vegetação remanescente consiste em gramíneas e pequenos arbustos, que pertencem principalmente à família Cyperaceae. Entre as espécies de árvores, as bétulas predominam, principalmente a Betula pubescens juntamente com os álamos Populus tremula. Atualmente, as poucas árvores que sobraram estão em reservas isoladas. Diversas iniciativas têm sido tomadas a esta questão, como o reflorestamento e o isolamento dessas áreas, e a utilização de algumas espécies estrangeiras. Mesmo com um aumento significativo da quantidade de árvores, elas ainda não se comparam com as florestas originais.
Em relação à vida animal, os animais selvagens nativos mais comuns são os mamíferos aquáticos e as aves. O único mamífero terrestre existente antes da ocupação humana era a raposa-do-ártico, que provavelmente chegou ao país quando caminhava sobre o oceano congelado durante a última Era do gelo. Outras espécies de animais domésticos foram trazidas pelos habitantes da ilha. Por causa do isolamento, essas espécies mantiveram-se sem modificações ao longo do tempo. O cavalo e a ovelha islandeses são os exemplos mais conhecidos desse fato. Outros animais terrestres típicos da fauna islandesa incluem camundongos (ratos-domésticos em português europeu), ratos, coelhos e renas, enquanto da fauna marinha os principais representantes são focas, baleias golfinhos e mais de três mil espécies de peixes.

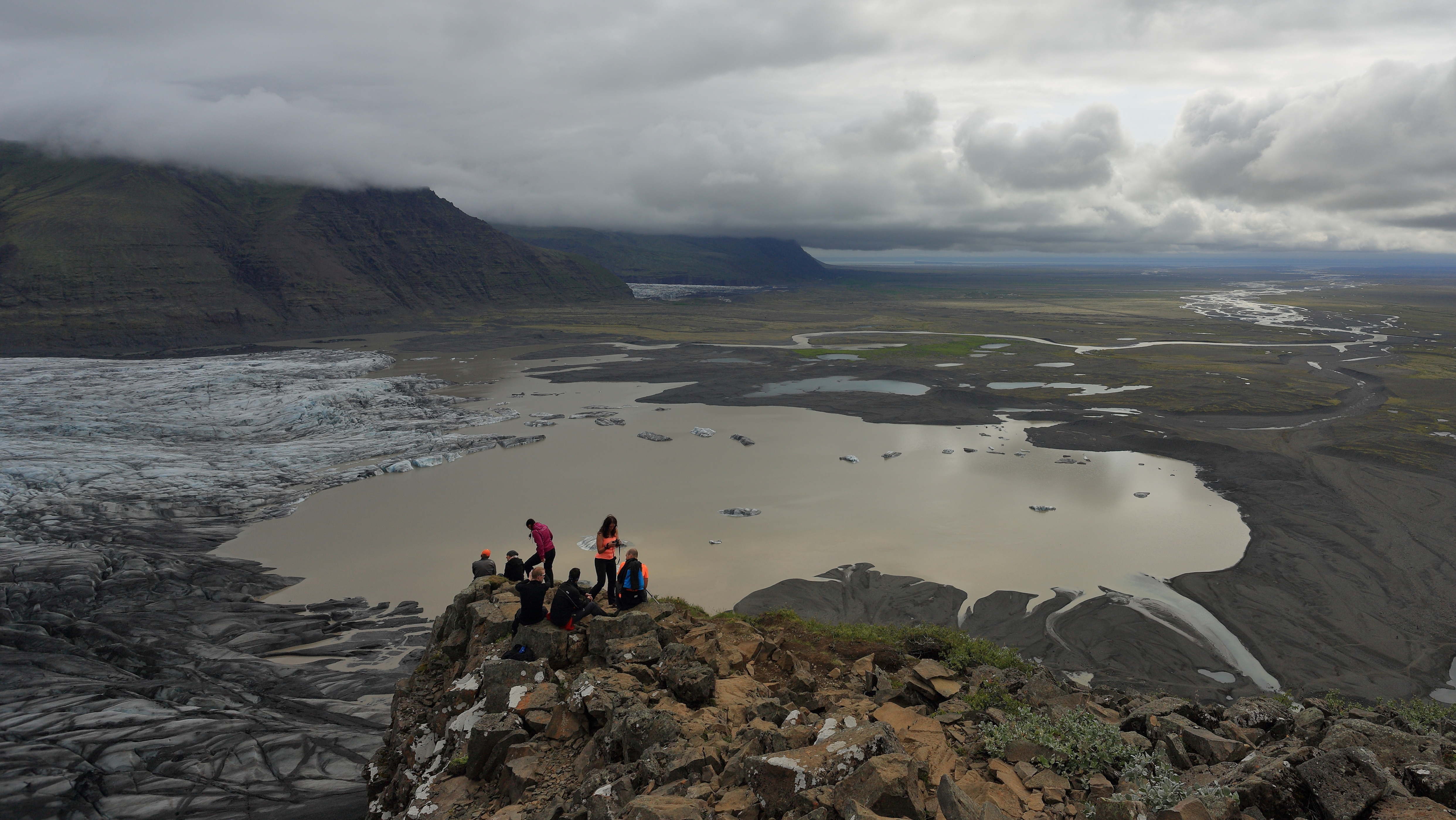
O planalto de Skaftafellsheiði, no Parque Nacional Vatnajökull, oferece uma vista panorâmica de um extremo do glaciar Vatnajökull e do lago que constitui a nascente do rio Skeiðará

Nos dias actuais, a conservação do meio ambiente no país é uma prioridade, dada a alta dependência da economia dos produtos pesqueiros. O país tem-se mostrado forte na luta contra a poluição marinha, com grandes ações de prevenção que fazem com que as águas da Islândia estejam entre as menos poluídas do mundo. Apesar de a beleza natural da Islândia permanecer praticamente intacta, certas áreas que foram desmatadas sofrem com a erosão e desertificação causados principalmente pelos ventos constantes. O processo de reflorestamento, está sendo uma das prioridades da Islândia para as próximas décadas.
Criaram-se assim diversas unidades de conservação de espécies por todo o país, como parques nacionais e reservas naturais. Dentre os mais importantes, pode-se destacar o maior deles, o Parque Nacional Vatnajökull, e o Parque Nacional de Þingvellir (pronuncia-se thingvellir), que foi considerado patrimônio mundial pela UNESCO.

## Demografia
Acredita-se que a população da ilha tenha variado de 40 000–60 000 habitantes, desde o início da colonização, até meados do século XIX. Durante esse tempo, invernos rigorosos, cinzas tóxicas de erupções vulcânicas e a peste bubônica afetaram a população diversas vezes. De acordo com Bryson (1974), houve 37 períodos de fome na Islândia entre 1500 e 1804.  O primeiro censo foi realizado em 1703 e revelou que a população era de 50 358 pessoas. Após as erupções destrutivas do vulcão Laki, entre 1783 e 1784, a população chegou a um mínimo de cerca de 40 000 indivíduos. A melhoria das condições de vida provocou um rápido aumento da população a partir de meados do século XIX, indo de cerca de 60 000 pessoas em 1850 para 320 000 em 2008. A Islândia tem uma população relativamente jovem para um país desenvolvido, com uma em cada cinco pessoas tendo 14 anos ou menos. Com uma taxa de fecundidade de 2,1, a Islândia é um dos poucos países europeus com uma taxa de natalidade suficiente para o crescimento da população a longo prazo.

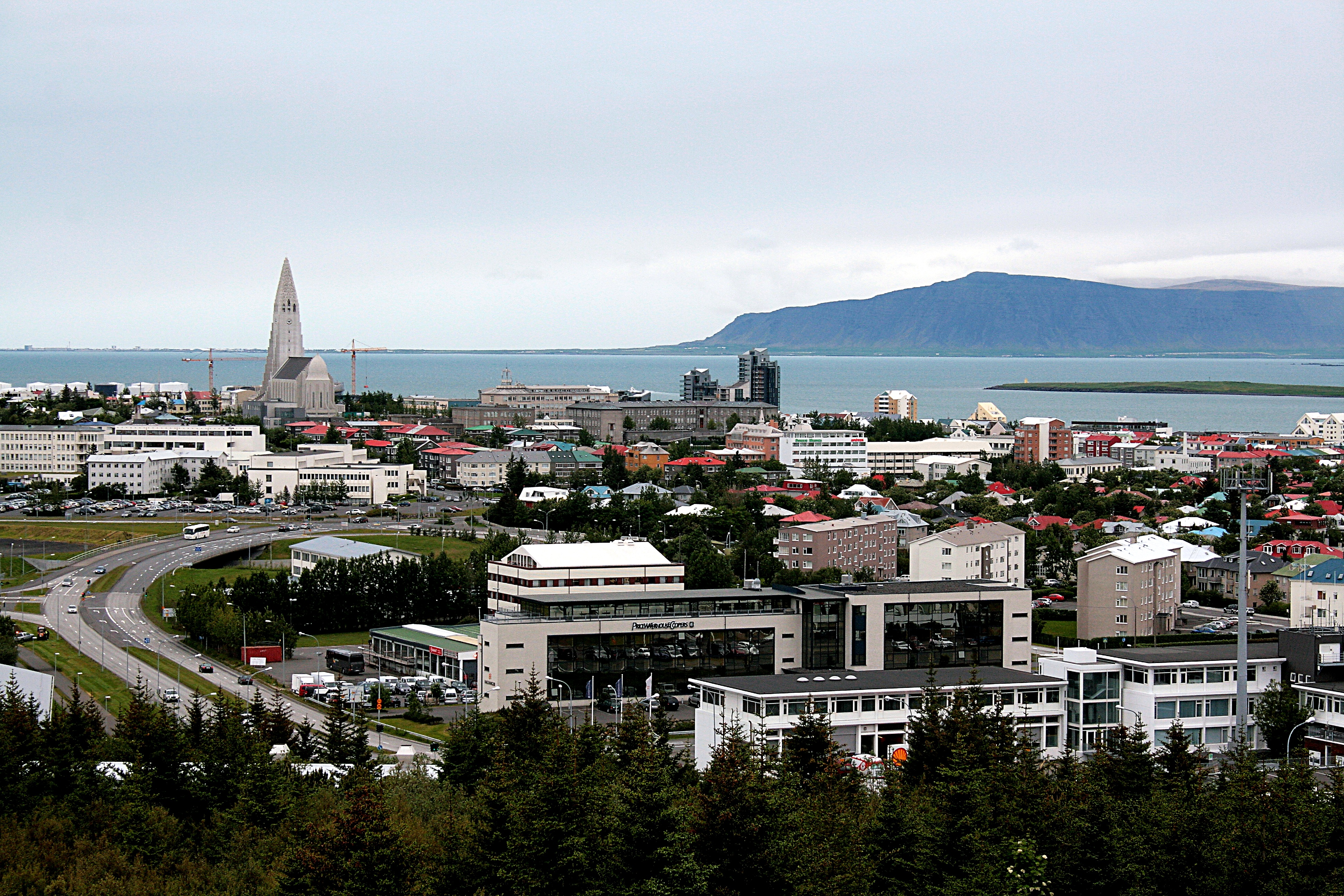
Reiquiavique, maior cidade e centro da Grande Reiquiavique, que, com uma população de 200 mil pessoas, concentra 64% da população do país

No começo de janeiro de 2012, a população chegava próximo a 320 mil habitantes, apresentando um crescimento médio de 1,2% ao ano. Desse total, cerca de trezentos mil vivem em localidades com mais de duzentos habitantes, estimando-se que mais da metade da população de todo o país se concentra na capital Reiquiavique e cidades próximas. Em 2012, houve um declínio do número de habitantes, principalmente no noroeste, enquanto em outras áreas foi registrado um aumento, entre elas a região sudoeste, que já era a mais populosa. Cerca de seis por cento da população islandesa veio de outros países, principalmente de países europeus, apesar do número de estrangeiros que se naturalizam islandeses ter diminuído nos últimos anos. A maior parte da população concentra-se em estreitas faixas no litoral, nos vales e na região sudoeste do país. Estatísticas do governo islandês afirmam que noventa e nove por cento da população vive em áreas urbanas, sendo a maior parte composta por jovens e adultos. A expectativa de vida no país é de cerca de oitenta anos.
Em dezembro de 2007, 33 678 pessoas (13,5% do total da população) que viviam na Islândia tinham nascido no exterior, incluindo os filhos de pais islandeses que vivem no estrangeiro. Cerca de 19 000 pessoas (6% da população) tinha cidadania estrangeira. Os poloneses (polacos em português europeu) formavam o maior grupo minoritário do país. Cerca de 8 000 poloneses vivem hoje na Islândia, 1 500 deles em Reyðarfjörður onde compõem 75% da força de trabalho que está construindo a fábrica de alumínio Fjarðarál. O recente aumento da imigração para a Islândia tem sido creditado à falta de trabalhadores nativos para cobrir a demanda (procura, em português europeu), devido à economia em expansão na época, bem como pela diminuição das restrições à circulação de pessoas dos países da União Europeia. Projetos de construção de grande escala no leste da Islândia também levaram muitas pessoas a mudarem para a ilha, mesmo que temporariamente. Muitos imigrantes poloneses, contudo, já saíram ou pensam em sair da Islândia como consequência da crise financeira de 2008.
A Islândia possui uma taxa de criminalidade menor do que a de muitos países desenvolvidos. Alguns fatores que contribuem para essa taxa reduzida são o alto padrão de vida, a pequena população e a força policial bem treinada. Dentre os crimes mais comuns no país estão os pequenos assaltos e arrombamento de carros, que ocorrem principalmente na capital do país. A força policial do país inclui duas organizações principais: a Polícia Metropolitana de Reiquiavique e a Polícia Nacional, que usam equipamentos e técnicas modernas para prevenir e investigar crimes. Em outras regiões do país a força policial é reduzida, mas o trabalho de voluntários civis ajuda a fazer o sistema de segurança do país mais eficaz. A maioria desses voluntários são bem treinados e estão prontos para lidar com situações de emergência.

### Idiomas

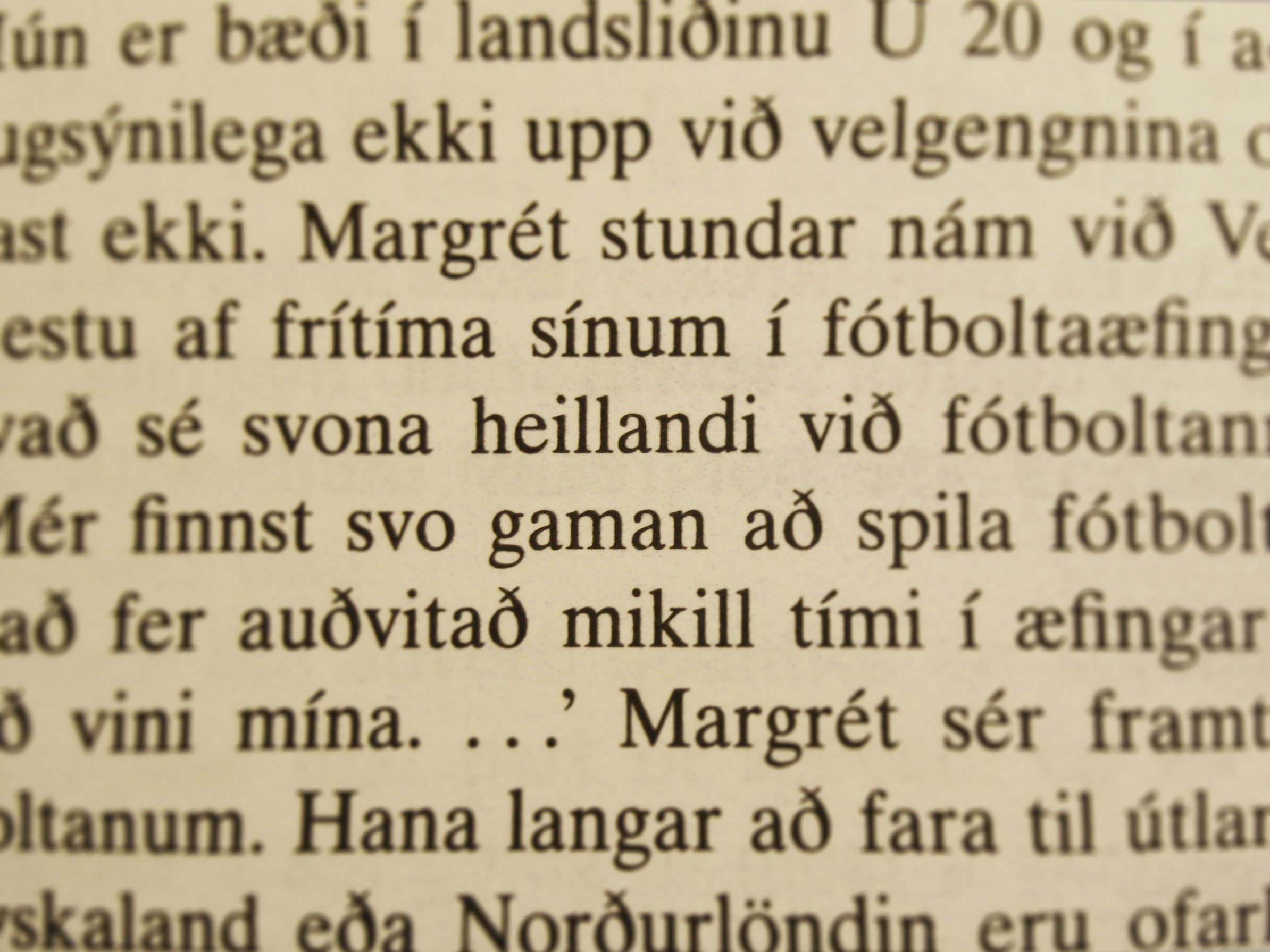
Parte de um texto em islandês. A língua islandesa é originária da língua nórdica dos primeiros colonizadores da ilha e manteve-se praticamente inalterada durante séculos

A língua oficial da Islândia é o islandês (Íslenska), um idioma descendente da língua nórdica antiga que, por sua vez, é uma das línguas germânicas. Quando a Islândia foi colonizada, os principais habitantes vieram da Noruega e, portanto, falavam a mesma língua. No entanto, por volta do século XIV, a língua norueguesa evoluiu. Os islandeses porém não acompanharam essa evolução, entre outros motivos, devido à rica literatura da época. Graças a isto, atualmente um islandês pode ler um texto do século XII sem dificuldade. Essa política de preservação da língua ganhou importância a partir do século XVII e no seguinte passou a ser uma política oficial do país. Para isso, em vez de adotar novas palavras de origem estrangeira para designar inovações tecnológicas, os islandeses criam uma nova palavra com origem em vocábulos antigos e dão a elas novos significados. A palavra simi, por exemplo, significa telefone, e tolva significa computador. Outra característica do idioma é a sua uniformidade, ou seja, a ausência de dialetos.
Apesar do empenho dos islandeses na preservação da sua língua face às influências de outros idiomas, o ensino de línguas estrangeiras é bem valorizado no país, tanto que o ensino de inglês e dinamarquês é obrigatório nas escolas. Outras línguas, como o norueguês, o francês e o sueco são também habitualmente estudadas pelos habitantes da Islândia.

### Composição étnica
A Islândia foi uma das últimas regiões da Europa a ser habitadas por seres humanos, tendo sido colonizada entre os anos de 870 e 930. A população original da Islândia era de origem nórdica e gaélica. Isto é evidente a partir de fontes literárias que datam do período da colonização, bem como a partir de estudos científicos posteriores, como análises genéticas da população. Um desses estudos de genética indicou que a maioria dos colonos homens da Islândia era da Escandinávia, enquanto a maioria das mulheres era das Ilhas Britânicas. No caso das mulheres, a maioria chegou à Islândia como escravas. Do começo do século IX até metade do XII, os viquingues dominaram rotas comerciais que envolviam o tráfico de escravos por toda a Europa. Povos celtas das ilhas Britânicas e os próprios escandinavos eram as principais vítimas de tráfico humano. Muitos irlandeses e galeses foram atacados e vendidos na Islândia, com o objetivo de aumentar a força de trabalho durante a ocupação da ilha. O historiador Orlando Patterson estima que, entre os anos de 870 e 950, mais de 20% da população da Islândia era composta por escravos. A mistura das escravas celtas com os colonizadores escandinavos deu origem à população islandesa. Estima-se que entre 60 e 80% dos habitantes originais eram de origem nórdica, vindos da Noruega, e o restante de origem celta, vindos da Escócia, Irlanda ou do País de Gales.
Linhagens genéticas específicas dos povos indígenas das Américas também foram encontradas na Islândia, tendo sido demonstrado que sua presença lá é de no mínimo vários séculos, mesmo porque os escandinavos também se estabeleceram na Groenlândia e de lá interagiram com a América do Norte.

### Religião

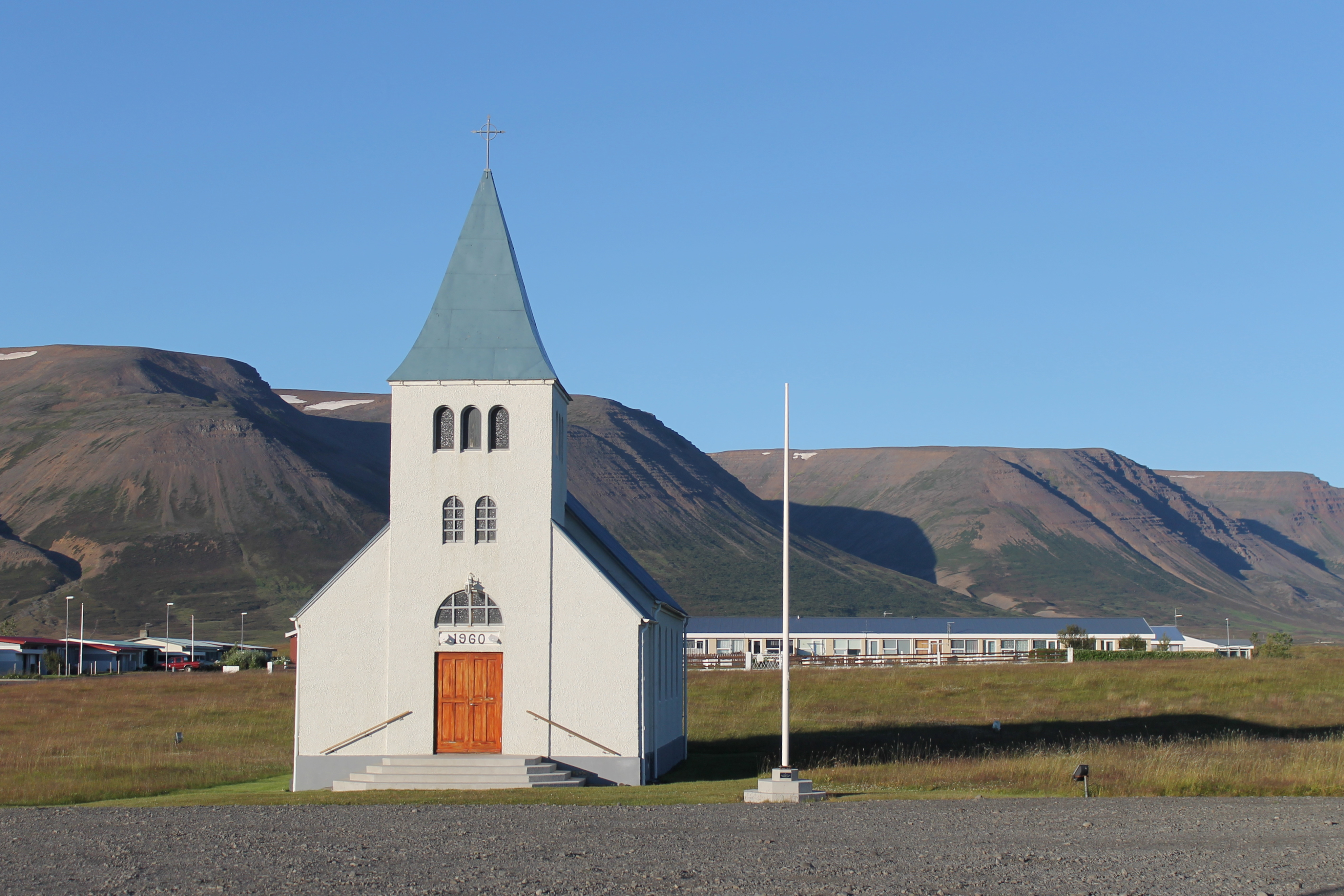
Igreja luterana na Islândia

A principal religião islandesa é o luteranismo, que pertence à doutrina protestante, cuja principal instituição no país é a Igreja Nacional da Islândia. Apesar de essa igreja ter ligações com o Estado, existe, na legislação do país, uma completa liberdade para todos os credos, sem discriminação. Toda a Islândia constitui uma única diocese que, por sua vez, é dividida em 281 paróquias, lideradas pelo bispo que reside na capital do país. Cerca de 63% da população pertence a esta igreja, enquanto outros 5% frequentam outras três igrejas luteranas: a Igreja Livre de Reiquiavique, a Igreja Livre de Hafnarfjordur e a Igreja Independente de Reiquiavique. Outros 6% pertencem a outras igrejas cristãs, dentre elas as principais são a Igreja Católica, a Igreja Pentecostal, a Igreja Adventista do Sétimo Dia e as Testemunhas de Jeová. Outros grupos religiosos possuem menor representação, tal como os budistas, muçulmanos e membros da fé bahá'í, porém, em conjunto, esses grupos possuem menos de quinhentos seguidores em todo o país.
De acordo com um estudo publicado em 2001, 23% dos habitantes da Islândia são ateus ou agnósticos. Em uma pesquisa do Gallup realizada em 2012, 57% dos islandeses se consideraram "uma pessoa religiosa", 31% se consideraram "uma pessoa não religiosa", enquanto 10% se definiram como "um ateu convicto", colocando a Islândia entre os dez países com maior porcentagem de ateus no mundo.

## Política

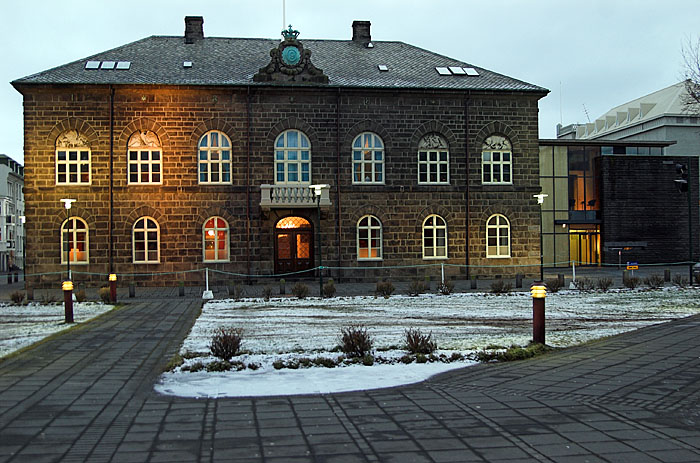
Alþingi, o parlamento nacional da Islândia em Reiquiavique, o país tem o parlamento mais antigo do mundo, criado no ano de 930

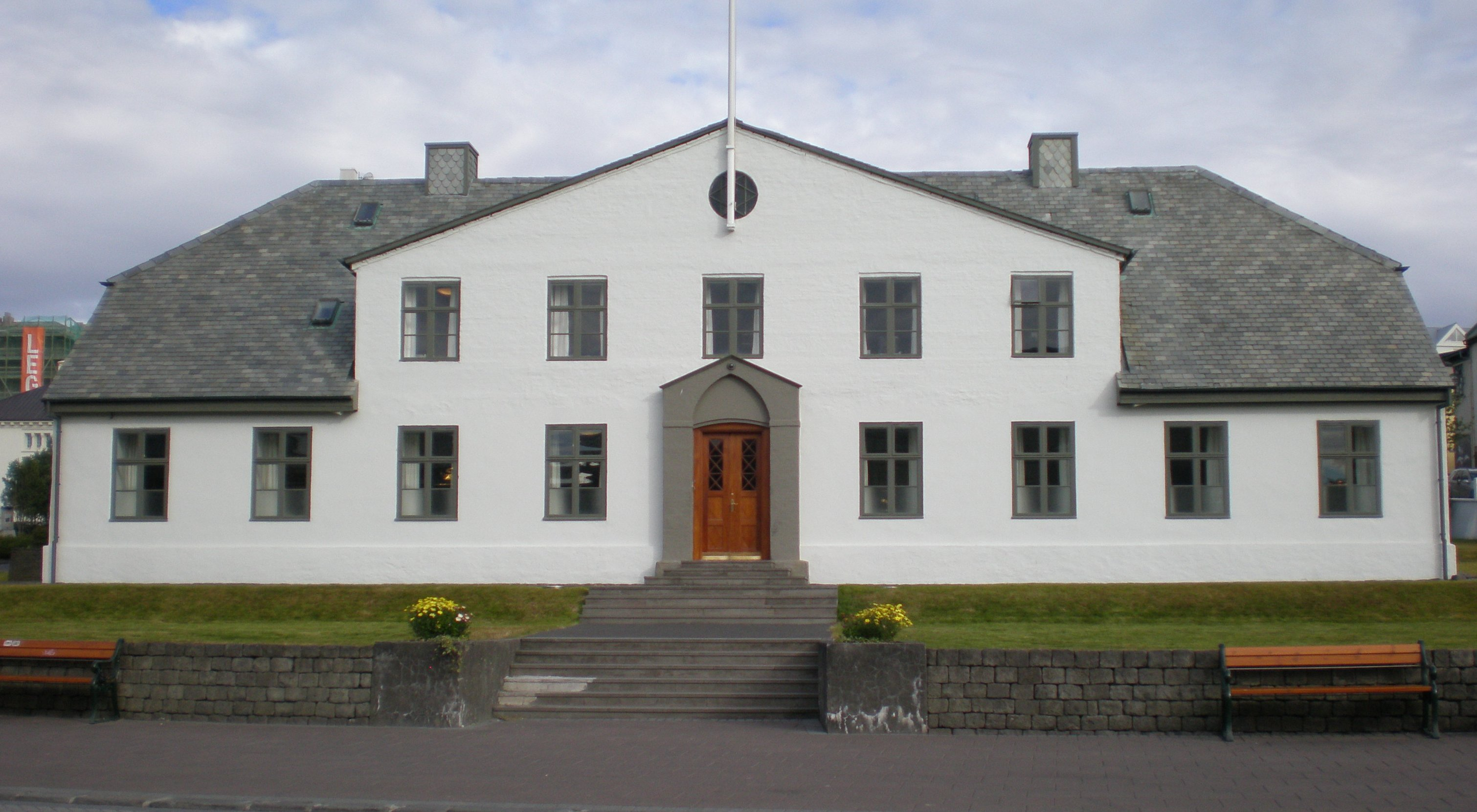
Stjórnarráð, sede do Conselho de Ministros do país

A Islândia é uma república democrática representativa parlamentar independente que possui um sistema multipartidário. O poder judiciário é independente dos poderes executivo e legislativo. A Constituição da Islândia é muito similar à Constituição dinamarquesa e alguns artigos foram, inclusive, copiados e traduzidos para o islandês. De acordo com essa Constituição, o parlamento islandês, chamado Alþingi (Althingi), e o presidente exercem a chefia do poder legislativo em conjunto. Todos os projetos aprovados pelo parlamento precisam da aprovação do presidente para que se tornem leis. O presidente é eleito por voto popular direto para um mandato de quatro anos, mas sem limite máximo do número de mandatos. A Constituição dá ao presidente todo o poder sobre o governo, mas na realidade, ele tem mais um papel representativo do que administrativo. O poder executivo é exercido de fato pelo primeiro-ministro islandês, que é escolhido pelo presidente.
O parlamento islandês é um dos mais antigos da Europa, criado no ano de 930 e é atualmente composto por 63 delegados. Todos os cidadãos islandeses maiores de 18 anos podem votar. O parlamento é eleito por meio de voto direto e secreto com base em representação proporcional por um mandato de quatro anos. O país é dividido em seis eleitorados e cada um deles possui nove cadeiras no parlamento. As nove cadeiras restantes são chamadas de cadeiras de igualação, e são distribuídas entre os partidos que tiveram maior quantidade de votos, de acordo com a proporção obtida por cada um.
Até 2013, o governo da Islândia consistia em uma coalizão (coligação, em português europeu) entre o partido central de esquerda Aliança Social Democrática e o Movimento de Esquerda Verde. Estes dois partidos contavam com 34 das 63 cadeiras do Althingi, de acordo com as eleições parlamentares realizadas em 25 de abril 2009. A chefe da Aliança Social Democrática, Jóhanna Sigurðardóttir foi a primeira mulher a se tornar primeira-ministra no país e a primeira chefe de governo declaradamente homossexual no mundo moderno. A partir dessa eleição, o governo iniciou uma série de mudanças e reformas econômicas para combater a crise econômica, além de iniciar as negociações para a entrada do país na União Europeia. Nas eleições presidenciais de 2012, foi eleito para o quinto mandato consecutivo o presidente Ólafur Ragnar Grímsson, que se tornou um símbolo de resistência contra a crise durante seus mandatos anteriores.

### Partidos políticos

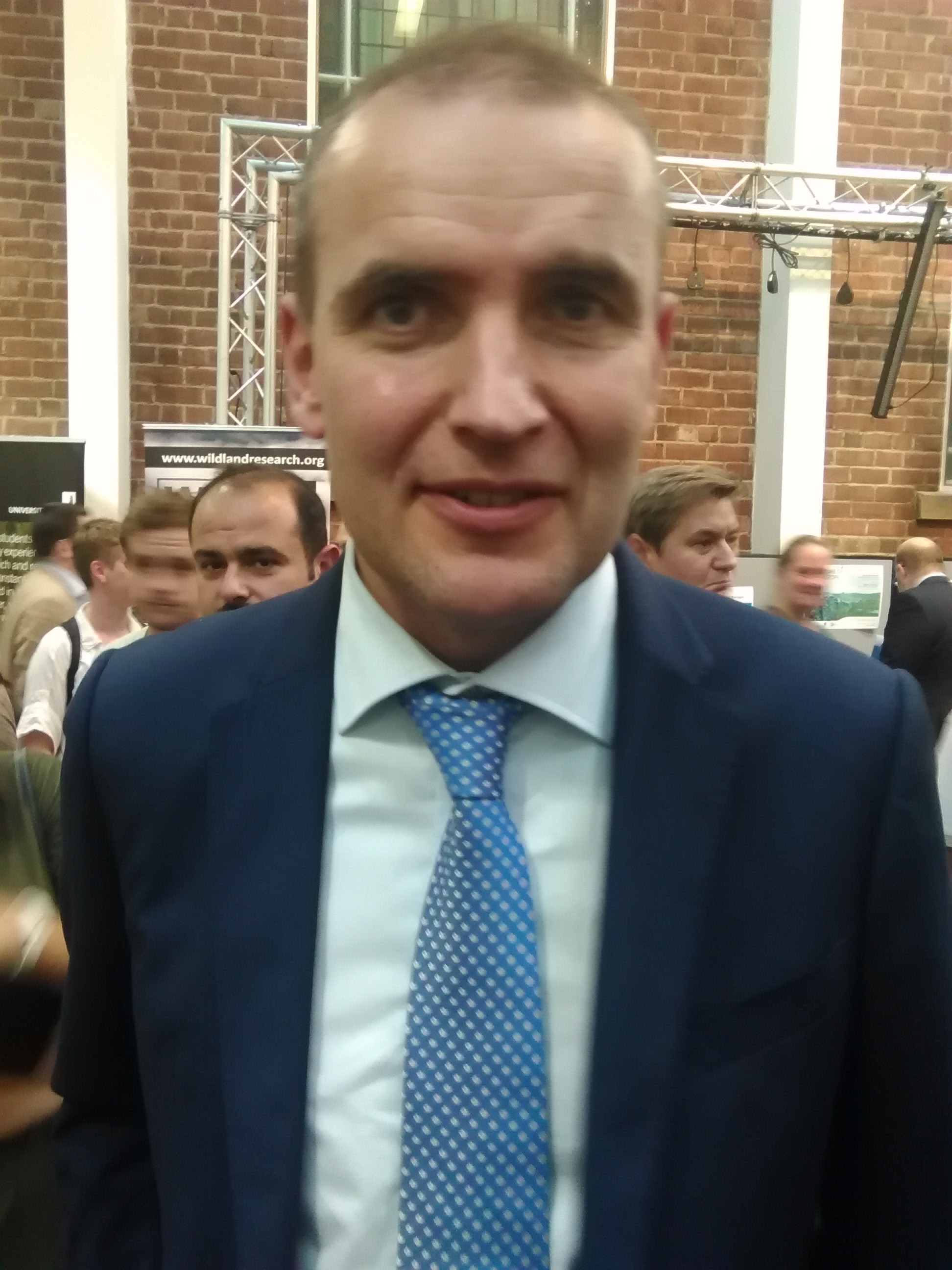
Gudni Thorlacius Johannesson, presidente da Islândia

Nas eleições parlamentares de 2009, cinco partidos conseguiram representação política no Althingi. O primeiro deles é a Aliança Social Democrática, criado em 2000 com a união de três partidos de esquerda, apresentou o objetivo de desafiar o longo domínio de governo do Partido Independência. Apesar das falhas obtidas inicialmente, em 2007, a Aliança Social Democrática conseguiu formar um governo de coalizão com o Partido Independente. Outro partido de esquerda importante na política islandesa é o Movimento de Esquerda Verde, criado em 1999 por um grupo de políticos que não concordavam com a fusão dos partidos que deram origem à Aliança Social Democrática; possui contínuo crescimento no número de cadeiras do parlamento tendo como principal foco implantar um sistema de governo socialista nórdico com uma forte ênfase em temas ambientais. Anteriormente contra a entrada do país na União Europeia, acabou cedendo por causa da demanda pública.
O Partido Independente é o mais antigo do país, criado em 1929, e é o centro da política de direita da Islândia. As agitações políticas oriundas da crise econômica de 2008 que atingiu o país quebraram duas décadas de relativa estabilidade do partido no governo, que defende, ainda, que a decisão sobre o país entrar na União Europeia deve ser tomada por meio de um referendo. O Partido do Progresso é um partido de centro e agrário que sempre possuiu muita representatividade no parlamento, mas a sua participação tem caído nas últimas décadas por causa de lutas internas entre lideranças do partido, dentre outros motivos. Por fim, o recém-criado Movimento dos Cidadãos (Borgarahreyfingin) foi o único partido a criticar a política do governo em relação à crise econômica para se colocar em evidência. Depois de conseguir o sucesso com essa estratégia, entretanto, o partido se dividiu: dos quatro parlamentares eleitos em 2009, um deles se tornou membro independente e os outros três formaram um grupo chamado O Movimento (Hreyfingin), atualmente sem representação parlamentar.

### Relações internacionais e defesa

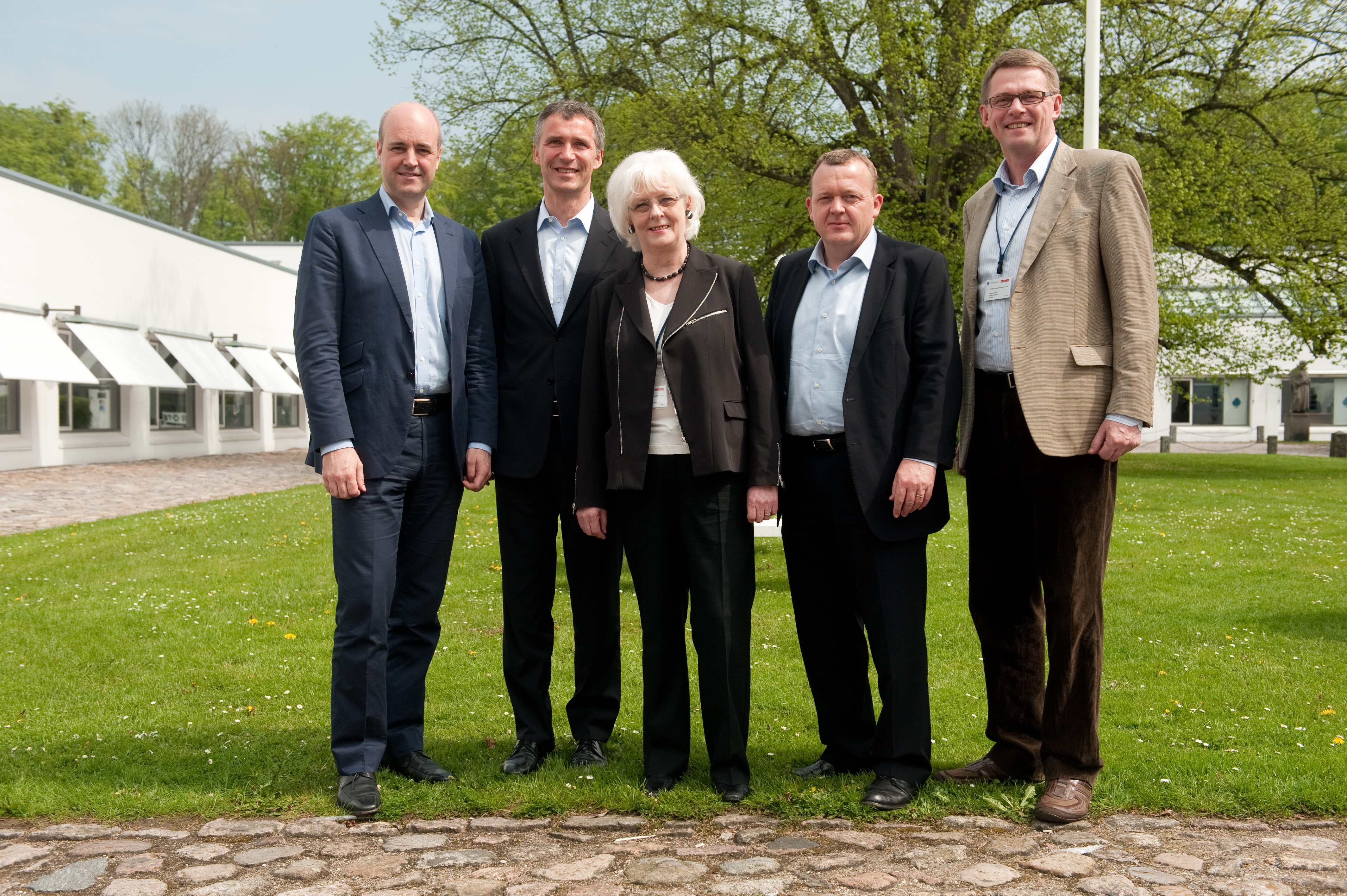
Primeiros-ministros dos países nórdicos (Suécia, Noruega, Islândia, Dinamarca e Finlândia, nessa ordem da esquerda para direita) na Dinamarca em 2010. Ao centro, a antiga primeira-ministra islandesa, Jóhanna Sigurðardóttir

A Islândia tem participado ativamente em grupos de cooperação internacional. Um deles é o Conselho Nórdico, que inclui Dinamarca, Noruega, Suécia e Finlândia, além da Groenlândia e das Ilhas Féroe. Esse grupo realiza cooperações nas mais diversas áreas, como em assuntos políticos e representação internacional. O país se tornou membro da Organização das Nações Unidas em 1946 e é um dos membros fundadores do Fundo Monetário Internacional e do Banco Mundial. É também um dos fundadores da Organização para a Cooperação e Desenvolvimento Econômico (OECD) e do Banco Europeu para a Reconstrução e o Desenvolvimento.
Em 1964, se tornou membro do Acordo Geral de Tarifas e Comércio, que foi o antecessor da Organização Mundial do Comércio. Seis anos depois, o país assinou um tratado para se juntar à Associação Europeia de Livre Comércio (EFTA), que permitia a circulação de bens, serviços, capital e pessoas entre os países do Espaço Econômico Europeu. Desde então, a Islândia assinou diversos tratados de livre-comércio com diversos países não só europeus, mas de todo o mundo. Mais recentemente, em junho de 2010, o Banco Popular da China e o Banco Central da Islândia assinaram um acordo bilateral de troca de moeda durante três anos, com uma possível extensão dessa duração. Em julho de 2009, o país deu entrada no processo para fazer parte da União Europeia depois de o parlamento do país aprovar a candidatura. As negociações foram abertas oficialmente somente um ano depois, e continuam até hoje.
O país é, ainda, um dos fundadores da Organização do Tratado do Atlântico Norte (OTAN), criada em 1949. A Islândia não possui nenhuma força militar regular, e, por isso, em 1951 foi assinado um acordo bilateral de defesa com os Estados Unidos, criando a Força de Defesa da Islândia que vigorou até 2006. A OTAN se comprometeu a proteger o país no caso de uma guerra. A Islândia também tem um tratado bilateral assinado com a Noruega em 2007 para vigilância e defesa do espaço aéreo islandês.

## Divisões administrativas
Para fins estatísticos, a Islândia é dividida em oito regiões (landsvæði, que é o plural de landsvæðun). Existem ainda, outras divisões em círculos eleitorais, condados, e municípios, cada uma com finalidade eleitoral, jurídica e administrativa, respectivamente.
| Número | Nome               | Nome nativo                      | População em julho de 2008 | Área (km²) | Pop./ km² | ISO 3166 |  |
| ------ | ------------------ | -------------------------------- | -------------------------- | ---------- | --------- | -------- |  |
| 1      | Região da Capital  | Höfuðborgarsvæði                 | 200 969                    | 1 062      | 167,61    | IS-1     |  |
| 2      | Península Sul      | Suðurnes (antigamente Reykjanes) | 21 431                     | 829        | 20,18     | IS-2     |  |
| 3      | Região Oeste       | Vesturland                       | 15 601                     | 9 554      | 1,51      | IS-3     |  |
| 4      | Fiordes Ocidentais | Vestfirðir                       | 7 279                      | 9 409      | 0,85      | IS-4     |  |
| 5      | Região Noroeste    | Norðurland vestra                | 7 392                      | 12 737     | 0,73      | IS-5     |  |
| 6      | Região Nordeste    | Norðurland eystra                | 28 925                     | 21 968     | 1,21      | IS-6     |  |
| 7      | Região Leste       | Austurland                       | 13 786                     | 22 721     | 0,52      | IS-7     |  |
| 8      | Região Sul         | Suðurland                        | 23 972                     | 24 526     | 0,87      | IS-8     |  |

Até 2003, os círculos eleitorais parlamentares eram os mesmos das regiões, mas em uma emenda da constituição, eles foram transformados nos seis círculos atuais: Norte de Reiquiavique e Sul de Reiquiavique (regiões da cidade); Sudoeste (quatro subúrbios em torno de Reiquiavique); Noroeste e Nordeste (metade norte da Islândia); e Sul (metade sul da Islândia, excluindo Reiquiavique e seus subúrbios). Essa mudança dos círculos eleitorais se deu para equilibrar o peso dos diferentes distritos do país, já que em áreas muito pouco habitadas um voto tem maior valor do que na área metropolitana de Reiquiavique. O equilíbrio dos distritos foi reduzido mas ainda existe. O país é dividido, ainda, em 98 municípios. Cada um deles elege um conselho local (sveitarstjórn) a cada quatro anos. O papel das autoridades locais está relacionado com a administração e o uso dos recursos destinados à saúde, educação e infraestrutura. Enquanto autoridades regionais no país não existem, comitês regionais são formados para supervisionar e coordenar a ação dos projetos que são feitos em conjunto pelas autoridades municipais. Atualmente são vinte e três desses comitês regionais, também chamados de condados. Apesar disso, essas divisões não são consideradas unidades separadas de administração.

## Economia

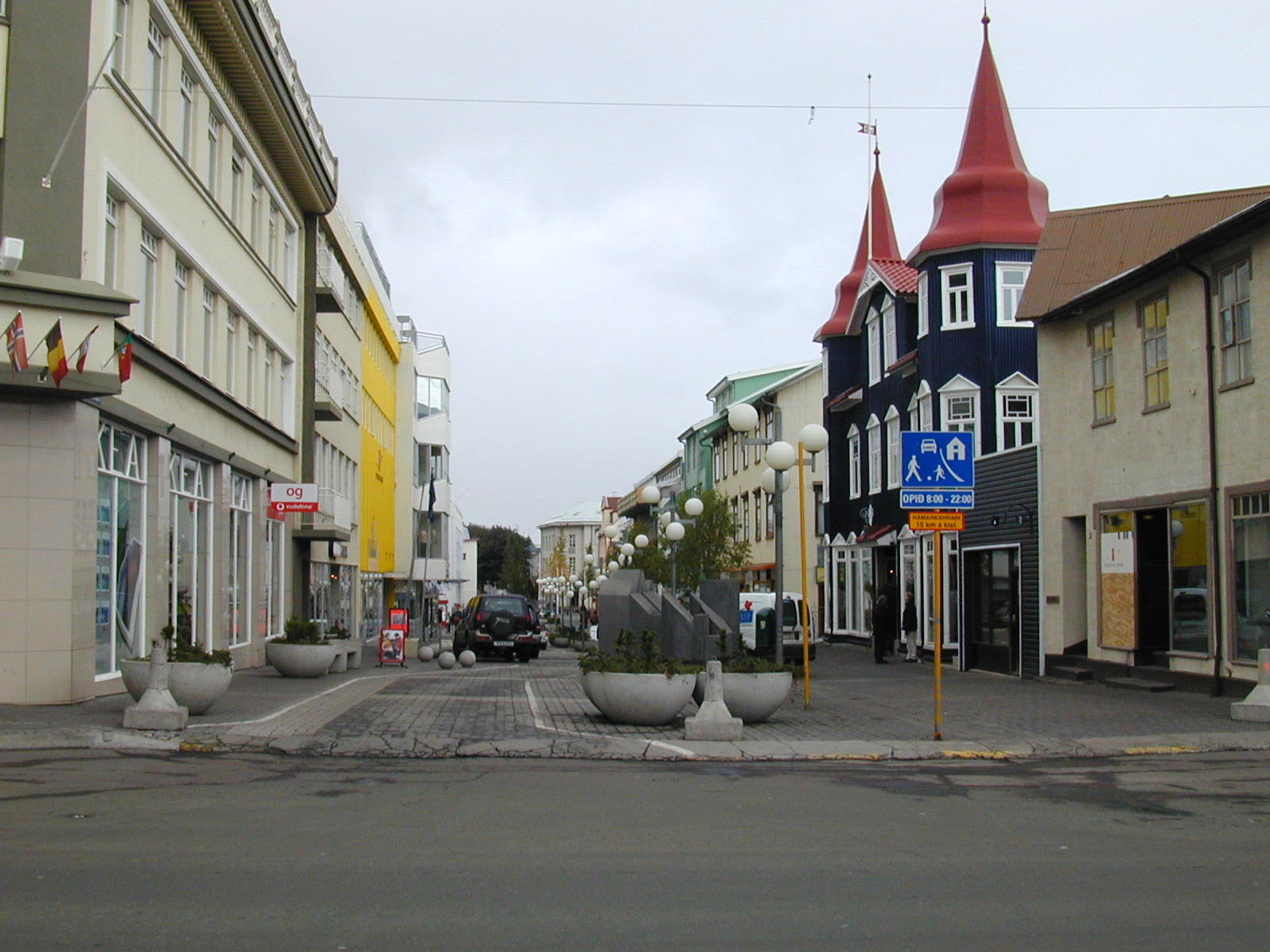
Akureyri é a maior cidade da Islândia fora da área de Reiquiavique. A maioria das vilas rurais são baseadas na indústria da pesca, que fornece 40% das exportações da Islândia

Principais produtos de exportação da Islândia em 2019

Por muitos anos, a Islândia teve um dos mais altos padrões de vida no mundo. Essa prosperidade tinha origem principalmente na indústria de pescados. A partir dos anos de 1990, com o crescimento da população, a economia islandesa passou por uma fase de diversificação, passando a depender cada vez menos dos pescados. Com a expansão de crédito e a opção do governo de não interferir na economia, os bancos islandeses se expandiram rapidamente e investimentos estrangeiros no país impulsionavam o excepcional crescimento econômico.
Entretanto, a crise econômica que começou em 2008 expôs a fragilidade do sistema bancário que ficou vulnerável ao colapso. A grande influência dos bancos na economia e a falta de um sistema regulador financeiro aliados com a falta de moeda estrangeira que se sucedeu no país por causa dos problemas enfrentados pelo Banco Central da Islândia levaram ao colapso do sistema bancário em 2008, causando uma crise financeira e monetária que levou o país a uma profunda recessão. Em resposta à crise, o governo assumiu o controle de todos os bancos falidos, o que fez com que o déficit do país chegasse 13,5% do produto interno bruto em 2008 e 9,1% em 2009. A dívida governamental chegou a atingir 106% do PIB no fim de 2009. Em cooperação com o Fundo Monetário Internacional, o governo islandês está trabalhando para consolidar a economia do país e sair da crise, com intervenção rigorosa na economia.
Após passados os tormentos das fases mais duras da crise, com aumento de desemprego, a Islândia voltou a apresentar crescimento econômico em 2011 e 2012, diferente da maioria dos outros países europeus que entraram na crise. Essa recuperação do país aconteceu devido a algumas atitudes do governo, como não salvar os bancos falidos e a demora para aplicar medidas de austeridade, o que manteve o dinheiro circulando, e também por fatores independentes, como o fato da desvalorização da moeda ter impulsionado as exportações e a energia elétrica do país ser bem mais barata do que a média mundial.
Conforme dados de outubro de 2012, o produto interno bruto islandês era de cerca de 13,98 bilhões de dólares e o PIB per capita gira em torno de 43 800 dólares. Como em outros países desenvolvidos, o setor de serviços islandês compõe a maior parte da renda do país, com participação de 63% em 2011. Dentre esses serviços, os que mais geraram riqueza foram os financeiros e de seguros, de transporte e de comércio. A indústria contribuiu com 11,4% do PIB e a pesca com 10,9% sendo ainda um importante setor da economia islandesa.

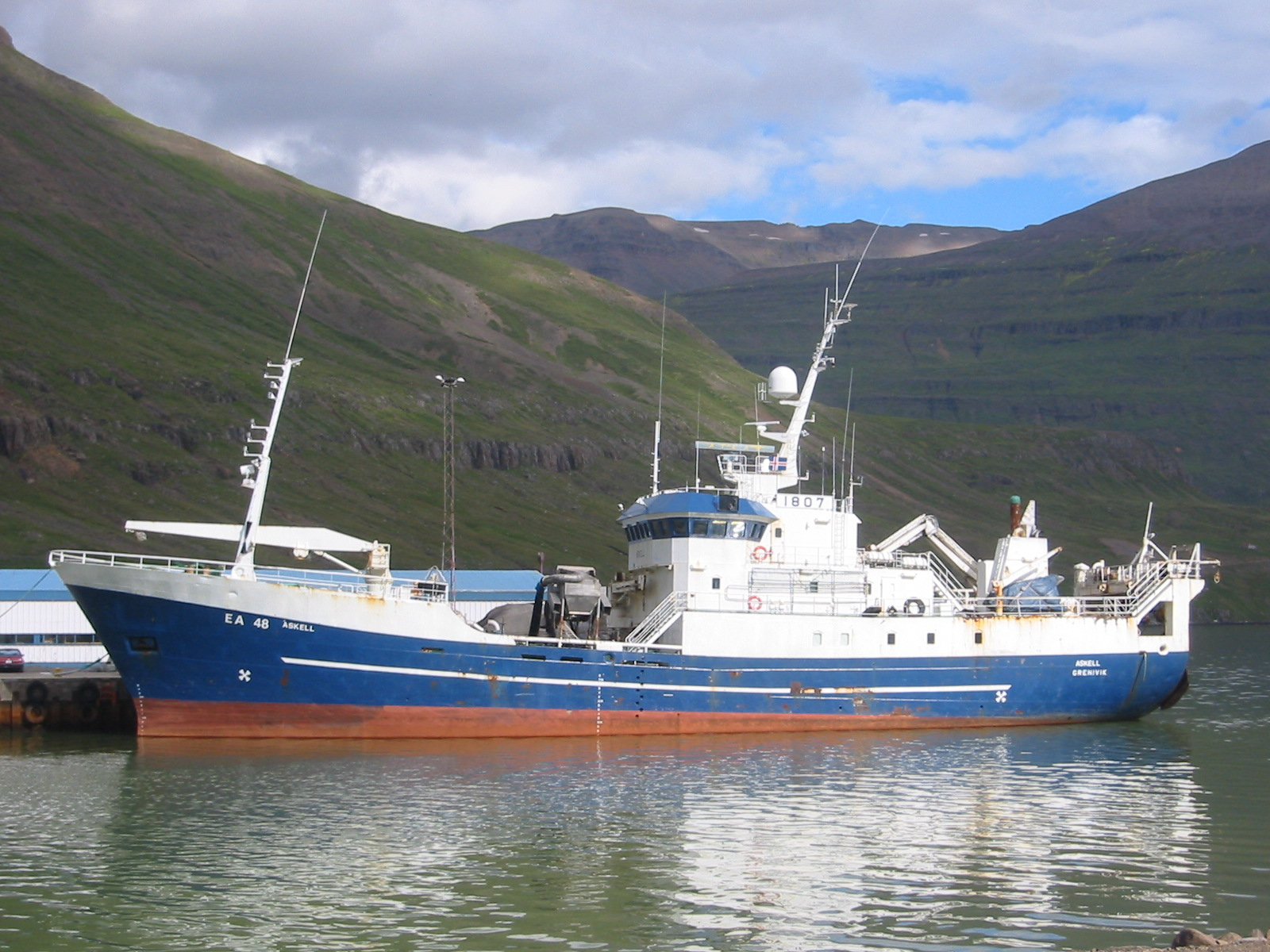
Barco de pesca islandês

A indústria islandesa é peculiar porque a maior parte da produção se concentra em dois subsetores: a produção pelo processamento de alumínio e o de processamento de alimentos, que correspondem a quatro quintos das indústrias nacionais. O primeiro subsetor é beneficiado pelo baixo custo da energia elétrica, já que o consumo para fabricação do metal é muito elevado, o que dá mais competitividade ao produto, que passou de 210 mil toneladas no ano 2000 para 820 mil toneladas em 2012. Outro setor importante para a economia do país é o de produtos marinhos, responsável por grande parte do crescimento islandês e que ainda é um dos pilares da economia. Entretanto, a participação desse setor já não é mais tão grande quanto antes, como pode ser visto na queda da participação dos produtos marinhos nas exportações, que caiu de 75% nos anos de 1990 para 41% em 2011. Dentre os principais pescados, destacam-se o bacalhau, o eglefino e o escamudo, sendo que os valores de venda têm aumentado por causa da demanda de produtos frescos no mercado mundial.
Em relação à agricultura, somente um terço da área do país é arável, e somente cinco por cento desta área é utilizada atualmente para a agricultura, com a parte restante da área sendo utilizada para pastoreio. As carnes e laticínios produzidos são utilizados para consumo doméstico, e os principais cultivos são de feno, cereais para consumo animal, raízes e tubérculos comestíveis e verduras, que são cultivados em estufas aquecidas com a energia geotérmica.

### Turismo

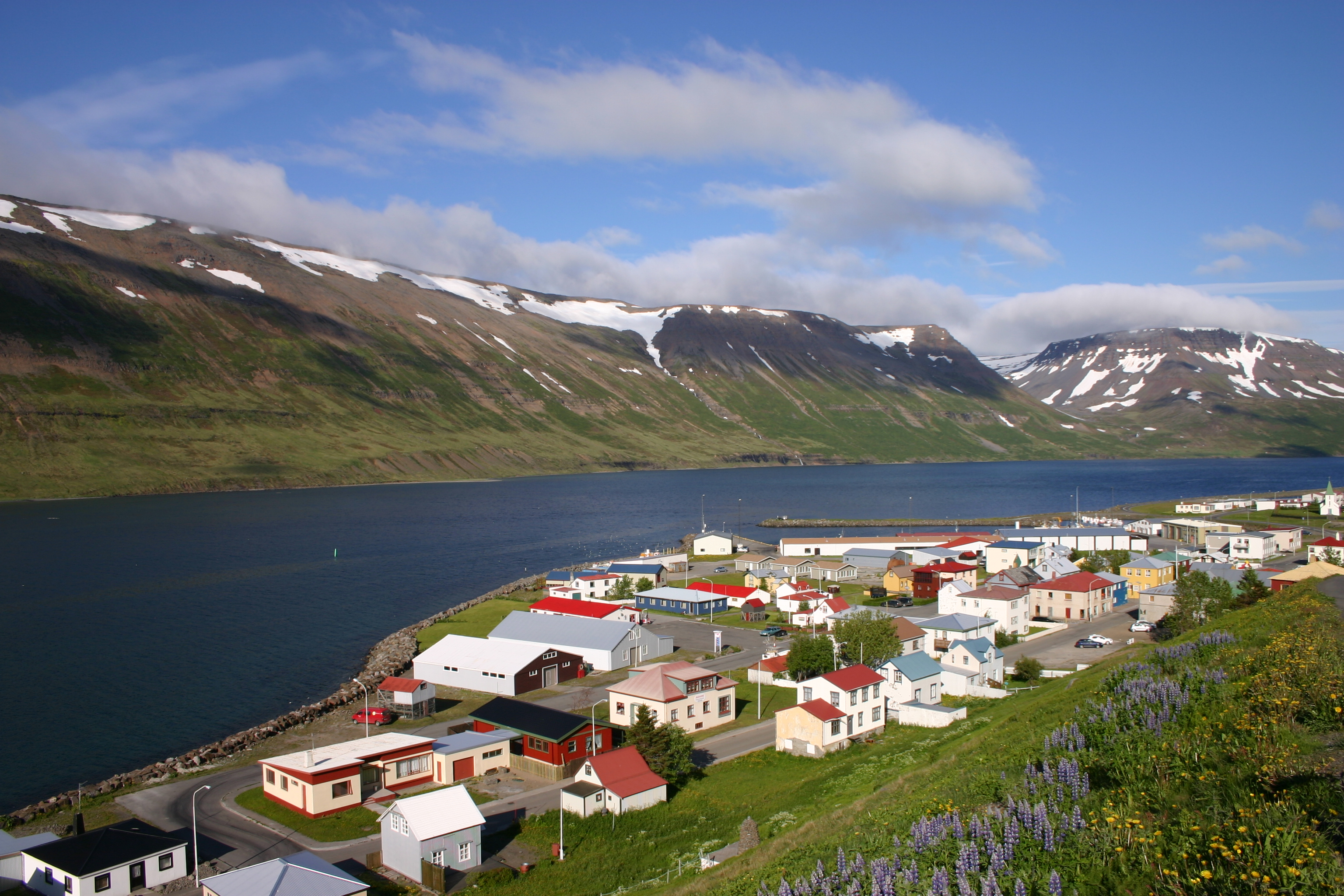
Paisagem de Suðureyri, no norte do país

O turismo está entre os setores que mais crescem na economia islandesa. Na última década, o número de turistas aumentou em mais de cem por cento, atingindo 566 mil em 2011 que movimentaram cerca de 824 milhões de euros no país. Eles vêm principalmente dos países nórdicos, da Europa central e meridional e do Reino Unido. A contribuição da indústria do turismo no PIB ficou numa média de 3,7% no período de 2005 a 2011.
A Islândia possui as mais diversas atrações turísticas. As características naturais, principalmente as mais peculiares como os gêiseres, as piscinas quentes de lama e os glaciares, atraem muitos visitantes para o país. Uma das principais atrações é a Lagoa Azul (Bláa lónið), famosa principalmente pelas suas propriedades terapêuticas. Sendo o país com a menor densidade populacional da Europa, o cenário natural se encontra bastante conservado, o que atrai, além dos turistas, muitos fotógrafos e artistas. Na Islândia, estão dois patrimônios mundiais declarados pela UNESCO, o primeiro deles é o parque nacional de Þingvellir (thingvellir), notório porque no local funcionou o parlamento do país a céu aberto até 1768; o segundo é a ilha de Surtsey, que surgiu na década de 1960 a partir de uma erupção vulcânica, e permaneceu intocada desde então.

## Infraestrutura

### Transportes

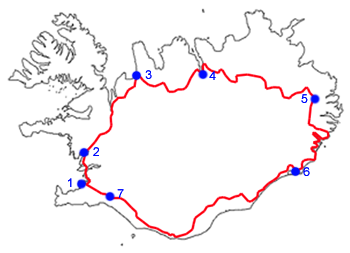
A estrada Hringvegur, que circunda todo o país

A Islândia tem 13 034 quilômetros de rodovias administradas, dos quais 4 617 são pavimentadas e 8 338 km não são. De acordo com o sistema de classificação islandês, as estradas são distribuídas em estradas nacionais, municipais, públicas e privadas, que juntas formam um sistema contínuo e coerente para ligar as cidades entre si e também a zona rural do país. De acordo com o fluxo de veículos as estradas do país são classificadas em primárias, que geralmente são pavimentadas e ligam os centros urbanos, e secundárias, que se conectam às vilas e áreas povoadas às rodovias primárias e às cidades. Para transpor os obstáculos naturais, existem diversas pontes e túneis, sendo que o túnel mais extenso é o Héðinsfjarðargöng com mais de onze mil metros.
O Anel Rodoviário da Islândia (em islandês: Þjóðvegur 1; romaniz.: Hringvegur) é uma via primária que possui 1 337 quilômetros de comprimento e circunda todo o país sempre próximo ao litoral, ligando todas as principais cidades. Na Islândia é frequente o fechamento de estradas para reparos. Além disso, boa parte delas não possuem acostamento e suas pontes são estreitas, com somente uma faixa. Durante o inverno, quando a luz diurna dura menos e as condições meteorológicas são mais severas, as estradas, principalmente as do interior do país, ficam muito perigosas.
O transporte marítimo de passageiros para o país é feito por meio de uma balsa que sai da Dinamarca, passa pelas ilhas Feroe e chega em Seyðisfjörður, no oeste do país. Entretanto, durante o inverno do hemisfério norte, entre outubro e abril, esse serviço não está disponível. Em relação ao transporte aéreo, a Islândia possui 99 aeroportos, mas somente seis deles possuem pista pavimentada. O Aeroporto Internacional de Keflavík, a 48 quilômetros da capital do país, é o mais movimentado da Islândia, sendo que somente no ano de 2007, mais de dois milhões de pessoas passaram pelo terminal aeroviário. As companhias aéreas do país oferecem voos regulares para diversas localidades na Europa e América do Norte.

### Energia

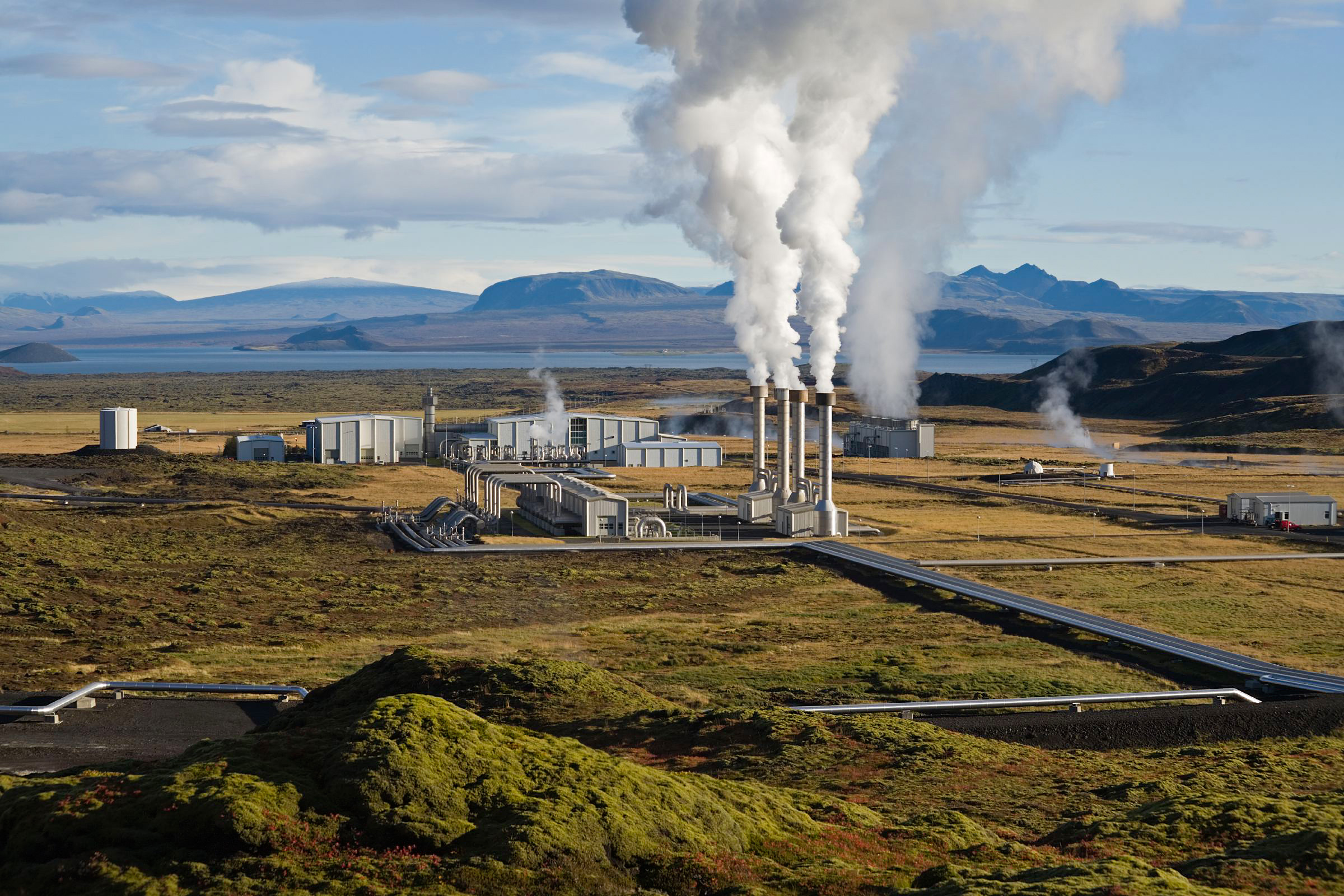
A usina geotérmica Nesjavellir, próxima a Þingvellir, serve a necessidade por água quente da Grande Área de Reiquiavique. Toda a eletricidade da Islândia provém de recursos renováveis, oriundos da energia geotérmica e das usinas hidroelétricas

Praticamente toda a energia elétrica do país é gerada por meio de fontes renováveis, o que corresponde a 70% da energia total da nação, com a maior parte do restante proveniente do petróleo importado usado no transporte e na frota pesqueira. Cerca de três quartos da energia elétrica do país provêm de usinas hidroelétricas e o restante de usinas geotérmicas. Além disso, mais de 87% da demanda de água aquecida provém diretamente de fontes geotermais, que são distribuídas para as cidades por meio de extensos dutos. O país é líder na exploração da energia do calor da terra, tanto que exporta profissionais para o mundo todo além de ser o país que possui maior penetração no solo para exploração desse tipo de energia.
Apesar do grande desenvolvimento das fontes de energia renováveis, o país ainda é dependente de carvão e petróleo para utilização nos transportes, como combustível para barcos de pesca e aquecimento de residências. Entretanto, desde a crise do petróleo nos anos de 1970, o país procura ser cada vez mais independente das fontes não renováveis de energia. Por isso, a utilização de veículos movidos a hidrogênio tem sido cada vez maior tanto no transporte público quanto em veículos individuais. Para isso, já existem diversas estações de abastecimento desse combustível limpo. A Islândia se propôs a eliminar totalmente o consumo de combustíveis fósseis até 2050, uma meta que significaria a diminuição de mais da metade da emissão de gases que causam o efeito estufa do país.
O governo britânico propôs, ainda, a cooperação entre os países para transmissão de parte da energia que pode ser gerada pelo grande potencial geotérmico da ilha para o Reino Unido, por meio de cabos de transmissão submarinos. O gigantesco projeto seria uma solução para os britânicos que vai de encontro às metas de redução de consumo de combustíveis fósseis e da redução da utilização de energia proveniente de usinas nucleares. Apesar da Islândia querer ser independente dos combustíveis fósseis, o país forneceu, pela primeira vez em sua história, permissão para exploração de petróleo nas águas oceânicas ao norte do país. A exploração será feita principalmente por uma empresa britânica.

### Saúde

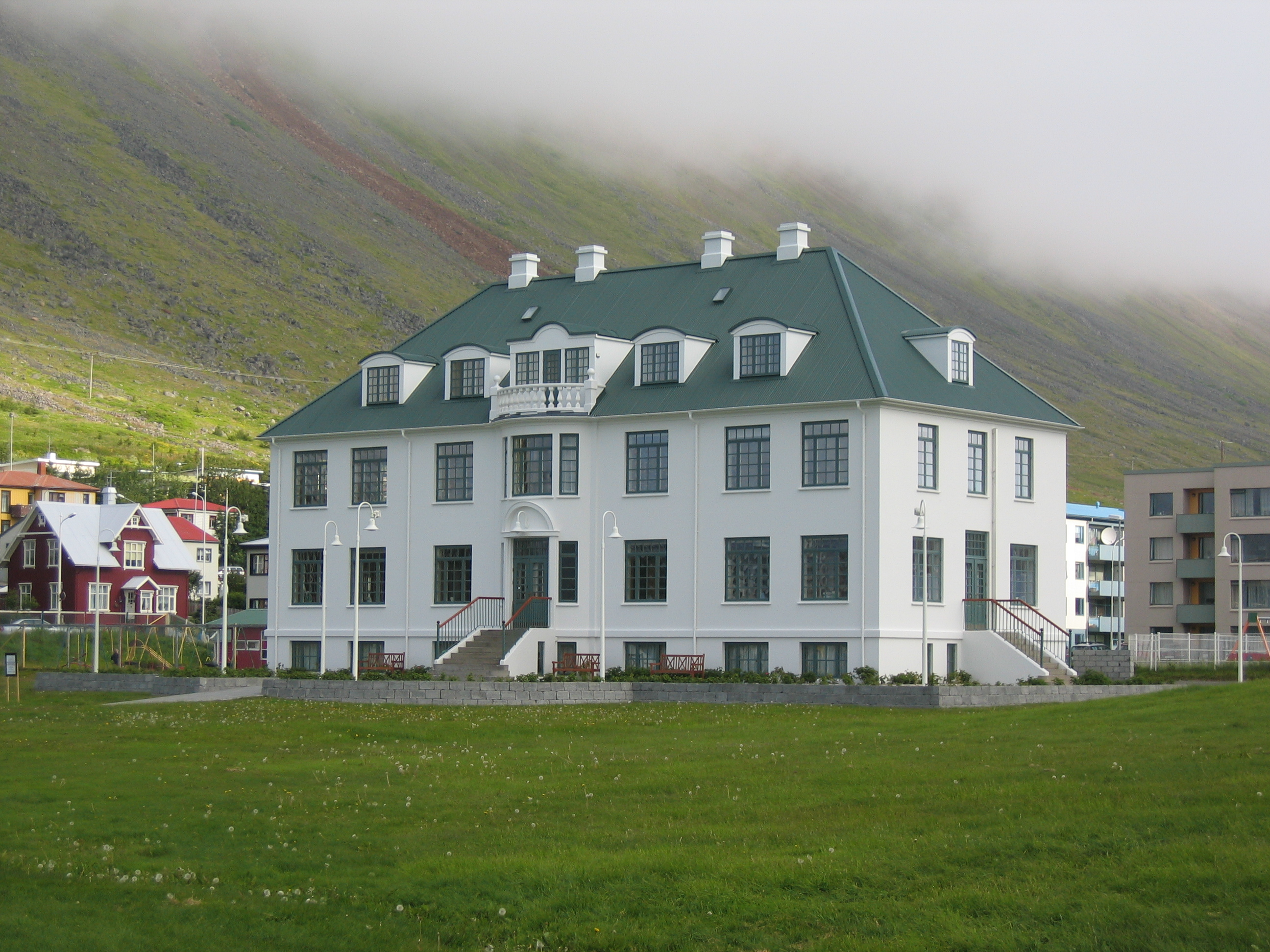
Hospital de Ísafjörður, no noroeste do país

A Islândia é um dos países com os melhores indicadores de saúde do mundo. Praticamente não possui poluição, sua população tem alta expectativa de vida e baixa taxa de mortalidade infantil. Além disso, a quantidade de médicos por pessoa na Islândia é maior do que a de qualquer outro país do mundo. Não existe setor de saúde privado no país, e todos os habitantes têm acesso ao sistema público de saúde islandês. O serviço é controlado pelo governo, que investe na saúde parte dos impostos arrecadados. Por meio desse sistema de saúde são fornecidos remédios, tratamentos de fisioterapia e odontológicos, transporte em ambulâncias, cirurgias e cuidados na maternidade, dentre outros. Trabalhadores que estão impossibilitados de exercer suas funções também recebem auxílio financeiro de acordo com o tempo em que ficam inválidos.
A Islândia tem um sistema de saúde universal que é administrado pelo Ministério da Previdência e é mantido principalmente através de impostos (85%) e, em menor medida, por taxas de serviço (15%). Ao contrário dos demais países desenvolvidos, não há hospitais privados e planos de saúde são praticamente inexistentes. Uma parte considerável do orçamento do governo é voltado para a saúde; a Islândia é 11º país que investe o maior percentual do PIB em saúde e 14º em investimentos per capita. O sistema de saúde islandês foi considerado o 15º melhor do mundo pela Organização Mundial da Saúde (OMS). De acordo com um relatório da OCDE, a Islândia investe mais recursos à saúde do que a maior parte das nações industrializadas. Em 2009, o país tinha 3,7 médicos para cada mil pessoas (em comparação com uma média de 3,1 nos países da OCDE) e 15,3 enfermeiros para cada mil pessoas (em comparação com uma média de 8,4 na OCDE).
Os islandeses estão entre as pessoas mais saudáveis do mundo, sendo que 81% da população do país relata estar em boa saúde, de acordo com um estudo da OCDE. Embora seja um problema crescente, a obesidade não é tão prevalente na Islândia como em outros países desenvolvidos.  A mortalidade infantil é uma das mais baixas do mundo e a proporção de fumantes entre a população é inferior à média dos países membros da OCDE. A expectativa de vida média no país é de 81,8 anos (em comparação com uma média de 79,5 anos na OCDE), a 6ª maior no mundo em 2012. Além disso, a Islândia tem um nível muito baixo de poluição, graças à forte confiança do governo em energia geotérmica, uma fonte energética limpa, à baixa densidade populacional e ao elevado nível de consciência ambiental entre os cidadãos. De acordo com uma avaliação da OCDE, a quantidade de material tóxico na atmosfera islandesa é muito menor do que qualquer outra medição em outro país industrializado.

### Educação e ciência

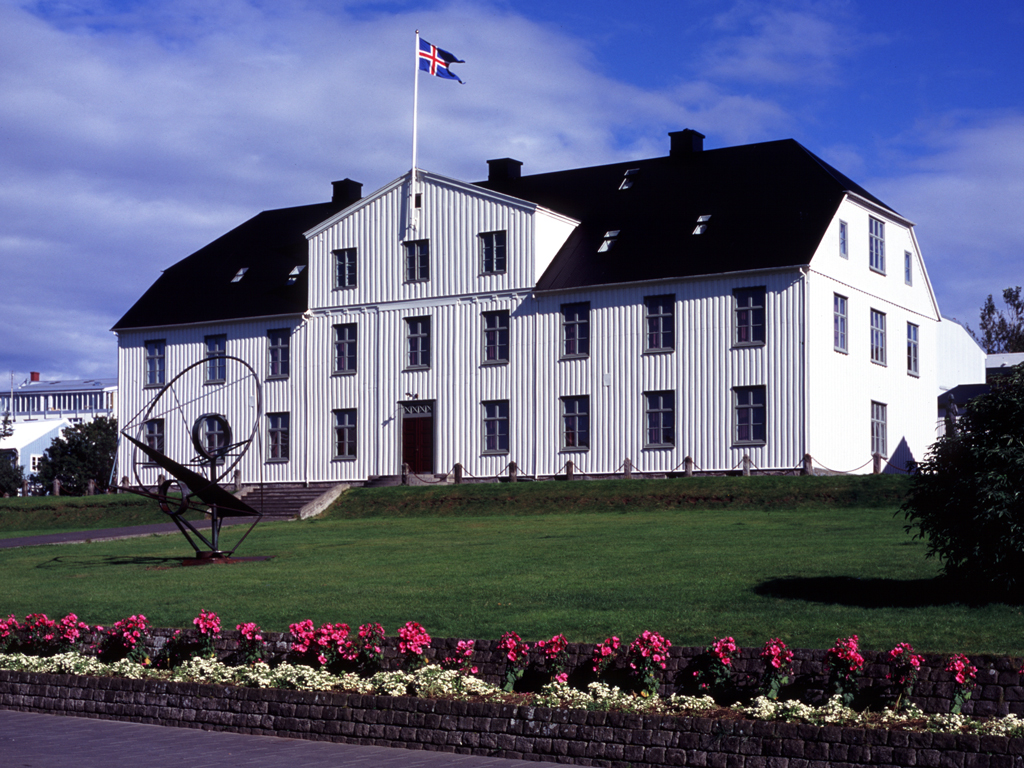
Menntaskólinn, um dos mais antigos colégios de Reiquiavique

A educação é uma prioridade na Islândia. Um dos princípios básicos do sistema educacional islandês é de que todos devem ter oportunidades iguais de acesso ao conhecimento independentemente do sexo, cor, religião, cultura e condição social. Existem quatro níveis de educação na Islândia. O primeiro deles é a educação pré-escolar, para crianças até seis anos, cujos custos são arcados pelos conselhos locais. O segundo nível é a educação compulsória que é a única fase obrigatória definida por lei para as crianças entre 6 e 16 anos, que totalizam 192 escolas em todo o país. Depois vem a educação secundária, dos 16 até os 20 anos de idade, que não é obrigatória, mas qualquer pessoa que completou a fase anterior pode continuar seus estudos sem custos em uma das 42 escolas desse tipo. Por fim, qualquer pessoa que completou o ensino secundário pode entrar em uma universidade, que totalizam somente sete no país, sendo algumas públicas e a maior delas a Universidade da Islândia.
Na Islândia existem diversos institutos de pesquisas mantidos principalmente pelo governo relacionados à ciência marinha, tecnologia, agricultura, indústria de pescados e indústrias de construção. Algumas organizações científicas importantes do país são a Sociedade de Pesquisas Surtsey, o Escritório Meteorológico Islandês, Associação dos Engenheiros Islandeses, a Sociedade de Agricultura da Islândia, a Sociedade Glaciológica Islandesa, a Sociedade de História Natural e a Sociedade Islandesa de Ciência, todos localizados na capital do país, Reiquiavique.
A Universidade da Islândia (Háskóli Íslands) é a maior instituição de ensino superior pública e também a mais antiga da Islândia. Localizada no centro da capital do país, a instituição é renomada tanto pela sua história quanto pelas suas contribuições científicas. A universidade possui mais de quatrocentos programas de formação, alguns deles com ensino em inglês, para atrair alunos estrangeiros.

Outras instituições de ensino superior importantes no país são a Universidade de Akureyri (pública), a Academia de Artes da Islândia, a Escola Superior de Hólar, a Universidade de Ciências Agrárias da Islândia, a Universidade de Reiquiavique e a Universidade Bifröst (ambas particulares).
 
O governo da Islândia oferece apoio a pesquisas, desenvolvimento tecnológico e inovações por meio de Centro Islandês para Pesquisas (RANNIS). Este centro fornece assistência na preparação e implementação de pesquisas científicas para cumprir a política do país de investimento em ciência e tecnologia. Além disso, o RANNIS administra os fundos destinados aos pesquisadores e a programas estratégicos, coordena e promove a participação dos islandeses em projetos científicos internacionais e promove a conscientização pública sobre as inovações científicas do país.

## Cultura

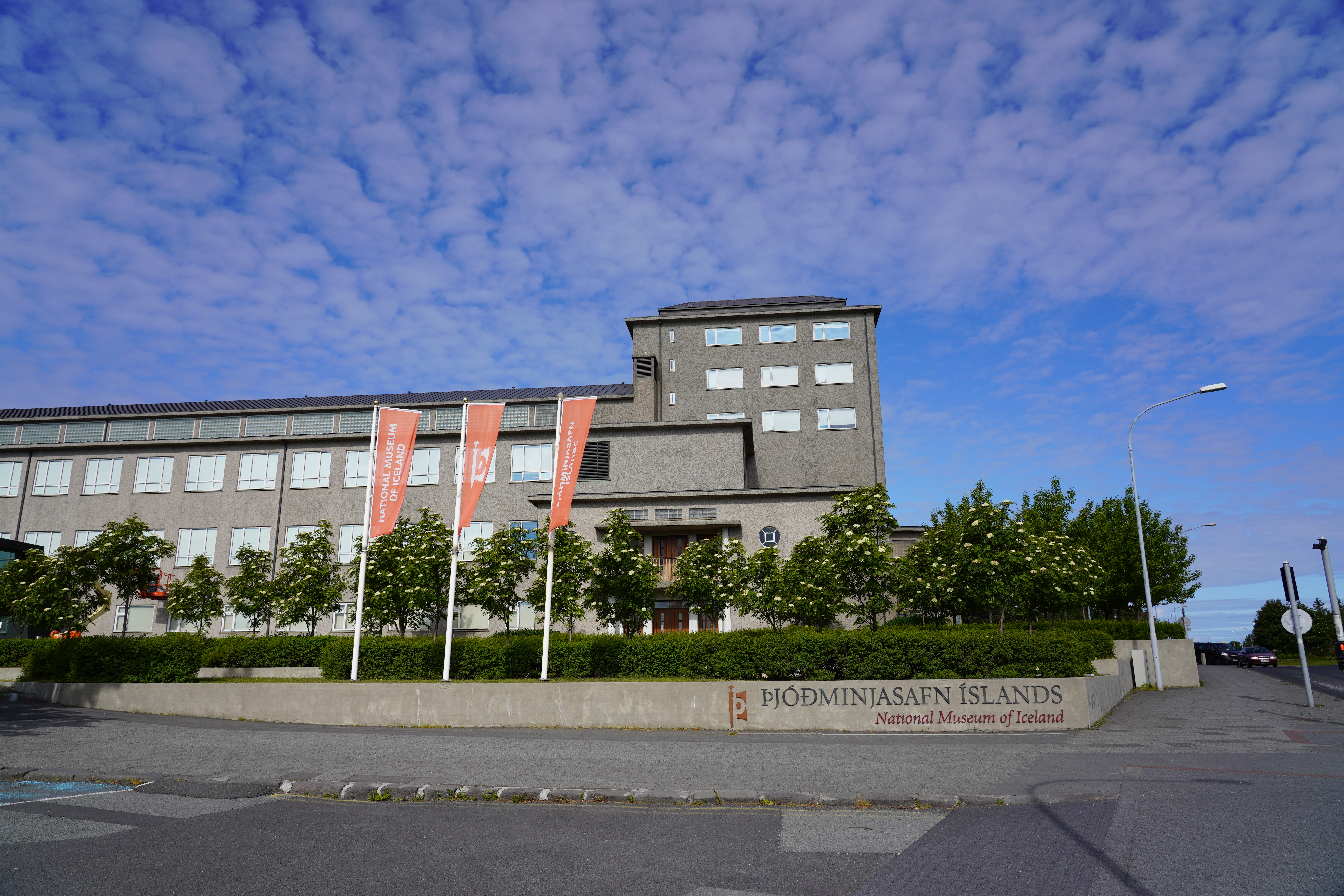
Museu Nacional da Islândia

A cultura islandesa possui suas raízes nas tradições nórdicas e sua literatura é reconhecida principalmente por suas sagas e eddas, que foram escritas durante a Idade Média. Os islandeses consideram de importância à independência e à autossuficiência; em uma pesquisa da Comissão Europeia, mais de 85% dos islandeses declararam a independência como algo de grande importância, sendo contrastante com a média europeia (53%), a Noruega (47%) e a Dinamarca (49%). Também existem algumas crenças tradicionais que continuam em vigor até hoje; Um exemplo é o fato de alguns islandeses acreditam em elfos, ou pelo menos não estão dispostos a descartar sua existência.
De acordo com uma pesquisa feita pela OECD, 66% dos islandeses estavam satisfeitos com suas vidas, enquanto 70% acreditavam que suas vidas seriam satisfatórias no futuro. Da mesma forma, 83% das pessoas disseram ter mais experiências positivas do que negativas na vida cotidiana, maior do que a média dos países que fazem parte da OECD, que é de 72%, o que faz da Islândia um dos países mais felizes que pertencem à organização. Uma pesquisa feita em 2012 mostra que três quartos das pessoas que responderam afirmaram que estavam contentes com sua vida, enquanto a média global é de 53%.

### Arquitetura

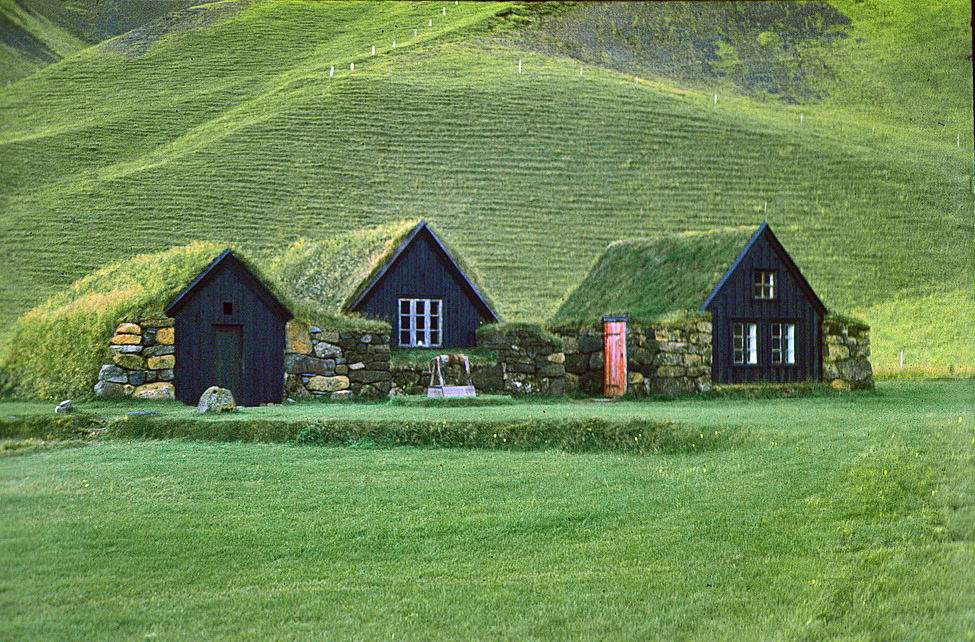
Tradicionais casas de turfa islandesas

A arquitetura islandesa foi historicamente influenciada pela cultura escandinava e pela falta de árvores no território. Por isso, as primeiras casas feitas no país eram cobertas externamente com grama ou turfa. Com influência da cultura viquingue, as casas de turfa islandesas tinham um formato alongado, feitas com estrutura de madeira e depois cobertas com o material vegetal. Com o tempo, novos modelos desse tipo de construção foram surgindo, como a introdução de gabletes na frente das casas, graças à influência dinamarquesa, além da construção de alpendres na frente das construções. Hoje em dia esse tipo de construção não é mais feita, e as que ainda existem são, na maioria das vezes, abertas ao público como se fossem museus.
Durante o século XVIII, foram construídas muitas igrejas e casas utilizando-se pedras, por causa da falta de madeira da ilha. Nesse período também surgiram as primeiras edificações criadas por arquitetos dinamarqueses, o que fez com que as construções desse período fossem similares às da Dinamarca, exceto pelo material utilizado. Entretanto, durante esse tempo os islandeses aprenderam a habilidade de pedreiro, possibilitando que construíssem suas próprias casas, que seguiam o modelo das casas de turfa. A partir do século XX, o estilo dos chalés suíços chegou indiretamente ao país, por meio da influência norueguesa, trazendo um modelo diferente, com janelas mais largas e construções maiores. Nesse período, ainda, foi proibido o uso de madeira nas construções das cidades, por causas dos grandes incêndios que atingiram a capital do país nessa época. Então, com os movimentos de independência, a chegada da utilização de concreto e a crescente urbanização mudaram significativamente o rumo da arquitetura do país, com a construção de prédios maiores e mais elaborados, como a igreja de Hallgrímskirkja. Nos anos recentes, muitos projetos em grande escala surgiram por todo o país, com a construção de grandes arranha-céus que contrastam com as construções antigas que ainda existem, além de outros projetos como a Sala de Concertos de Reiquiavique.

### Literatura

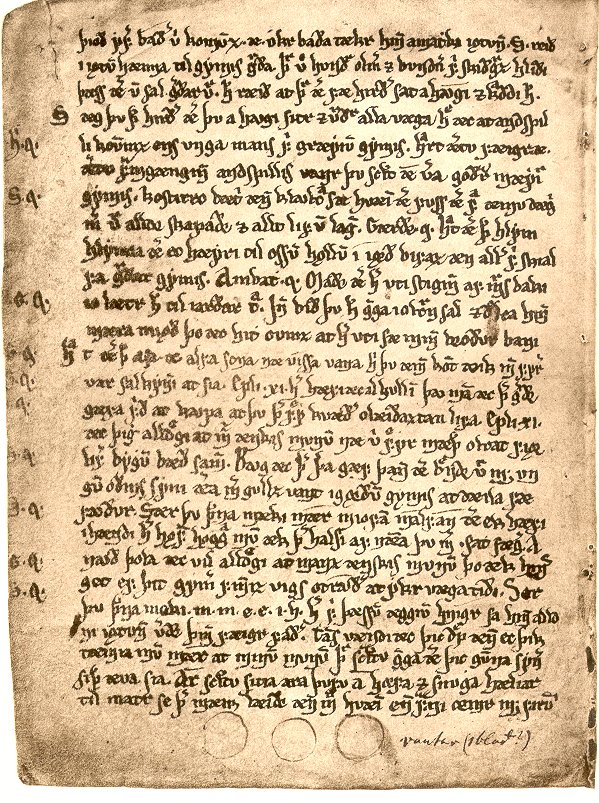
Manuscrito islandês com poemas Eddas

A literatura islandesa começou a ser criada pelos habitantes a partir do século IX, com as primeiras povoações. Como a língua islandesa e a norueguesa nos tempos medievais eram a mesma, as obras produzidas no país são incluídas na literatura medieval da Escandinávia. As obras mais famosas neste período são as sagas medievais, escritas entre os séculos XII e XIV, cujos autores são na maioria das vezes desconhecidos. Tais obras contam histórias sobre reis noruegueses e guerreiros reais ou legendários, que acredita-se serem histórias recitadas antes de se tornarem obras escritas. Essas sagas podem ser divididas em sagas de reis e sagas lendárias (entre as quais está a de saga dos Volsungos), além das sagas islandesas, que têm como uma das principais obras a Saga de Njáll, cuja história contém uma rica e complexa gama de conflitos sociais e humanos. A literatura islandesa medieval também inclui as poesias chamadas de Eddas, produzidas durante o século XII, que relatam feitos heroicos de humanos e deuses germânicos e nórdicos. Outras poesias produzidas por grupos de poetas chamados Escaldos eram escritas para louvar os nobres ou para satirizar os acontecimentos da época, com uso de muitas metáforas e perífrases.
Todavia, no período entre os séculos XIV e XIX, quase não houve produção literária no país, apenas com algumas exceções como a notável tradução da Bíblia para o idioma islandês pelos teólogos protestantes no século XVI e os poemas Passíusálmar (Salmos da Paixão), escritos pelo poeta e pastor Hallgrimur Petursson em 1666. Com a chegada do século XIX e o surgimento de novas ideias na Europa, a criatividade literária voltou a predominar na Islândia. Seguindo as tendências do continente europeu, nos anos de 1830 surgiu o Romantismo no país, com o trabalho de diversos poetas como Bjarni Thorarensen e Jónas Hallgrímsson. Subsequentemente vieram os movimentos do Realismo e do Naturalismo que eram formados por obras de prosa e ficção, além de sátiras e ironias manifestadas nas histórias de Gestur Palsson e nas poesias de Stephan G. Stephansson. Posteriormente veio o período do Novelismo, marcando o início da literatura moderna islandesa, com os primeiros trabalhos de Jon Thoroddsen e Einar Kvaran no final do século XIX e início do seguinte. Durante esse século, muitas obras de poesias e novelas foram produzidas, destacando-se vários autores, dentre eles Johann Sigurdsson, Indridi G. Thorsteinsson, Gudbergur Bergsson e David Stefansson, além do mais conhecido autor islandês internacionalmente, Halldór Laxnes, que recebeu o Prêmio Nobel de Literatura em 1955.

### Artes e entretenimento

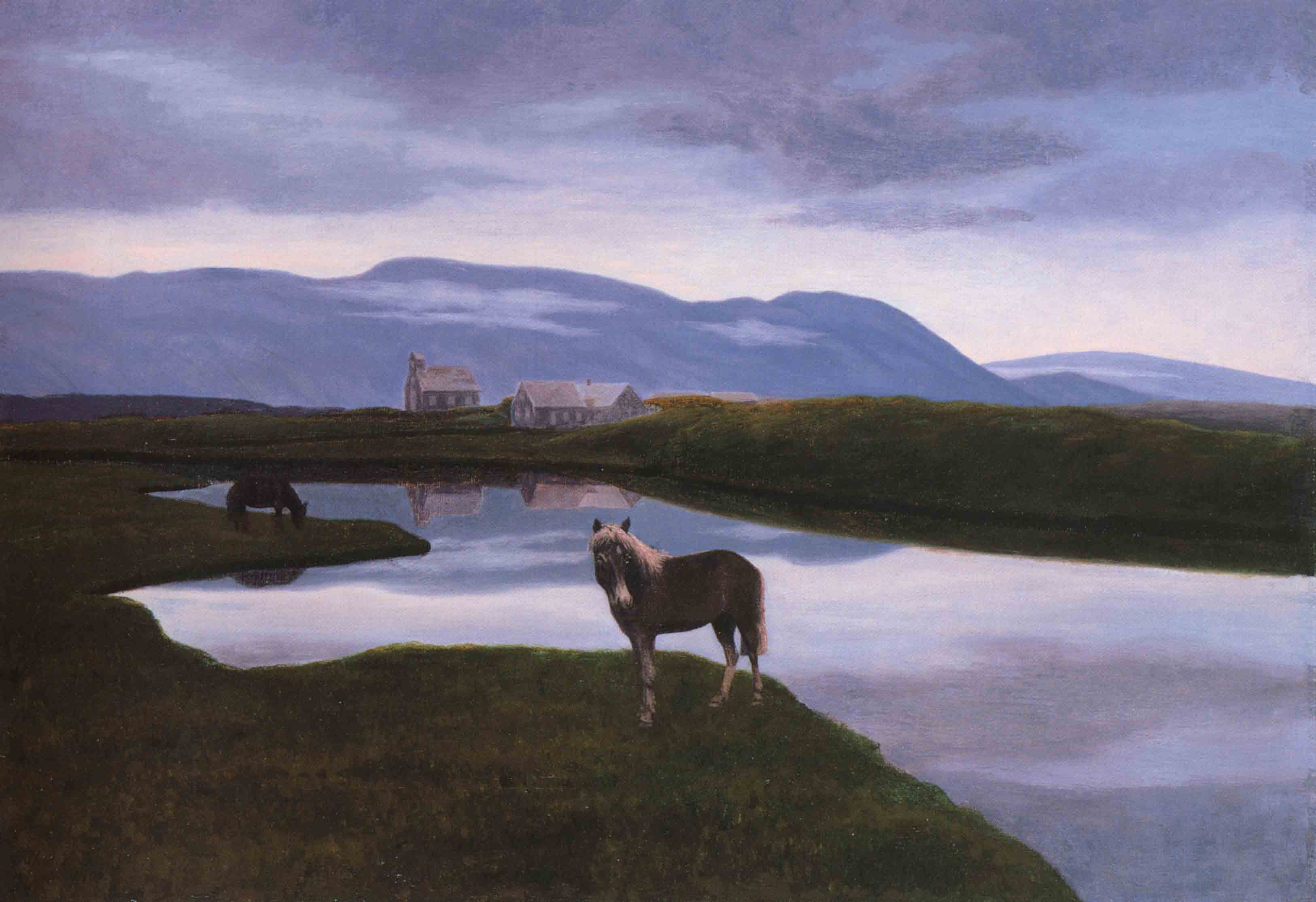
Þingvellir, por Þórarinn B. Þorláksson (feito em 1900)

A história das artes visuais na Islândia é relativamente curta em relação a da literatura. Somente na primeira metade do século XX que os primeiros artistas começaram a aparecer, e suas obras refletiam o forte sentimento de independência relacionado ao momento histórico. Contudo, nas décadas de 1960 e 1970 os artistas islandeses começaram a ser influenciados por tendências estrangeiras com a introdução dos movimentos de vanguarda. Hoje, o cenário das artes no país está entrando numa "fase internacional", na qual os artistas locais exibem seus trabalhos no exterior e vice-versa, artistas do mundo todos vão para a Islândia para criar e exibir obras de arte. Juntamente com outros campos culturais, a arte plástica islandesa tem passado por um contínuo crescimento. Dentre os principais artistas atuais destacam-se Katrín Sigurðardóttir, Gabríela Friðriksdóttir e Ragnar Kjartansson, que expuseram seus trabalhos em importantes museus por todo o mundo. É importante notar que a produção e apreciação artística não fica restrita somente nas áreas mais populosas da capital do país. As cidades menores do interior também oferecem diversas oportunidades para exibição de trabalhos de artistas locais.
A produção cinematográfica compõe uma importante parte da cultura e da economia islandesa, com a criação de diversos filmes por ano. A paisagem peculiar do país também é popular entre os cineastas de Hollywood, que vão ao país para produzir diversos filmes famosos, como foi o caso das produções Die Another Day, Batman Begins e Flags of Our Fathers. Diversos cineastas islandeses ganharam reconhecimento internacional, como Friðrik Þór Friðriksson com o filme Börn náttúrunnar (1991) e Dagur Kári com o filme Nói albinói (2003). Contudo, o grande nome do cinema islandês continua sendo Sigurjón Sighvatsson, um produtor com longa carreira que atualmente trabalha nos Estados Unidos. As produções para televisão na Islândia também estão em crescimento nos últimos tempos. O programa mais famoso produzido até hoje foi LazyTown. com um sucesso sem precedentes, foi transmitido para dezenas de países em todo o mundo passando a mensagem de um estilo de vida saudável.

### Esportes

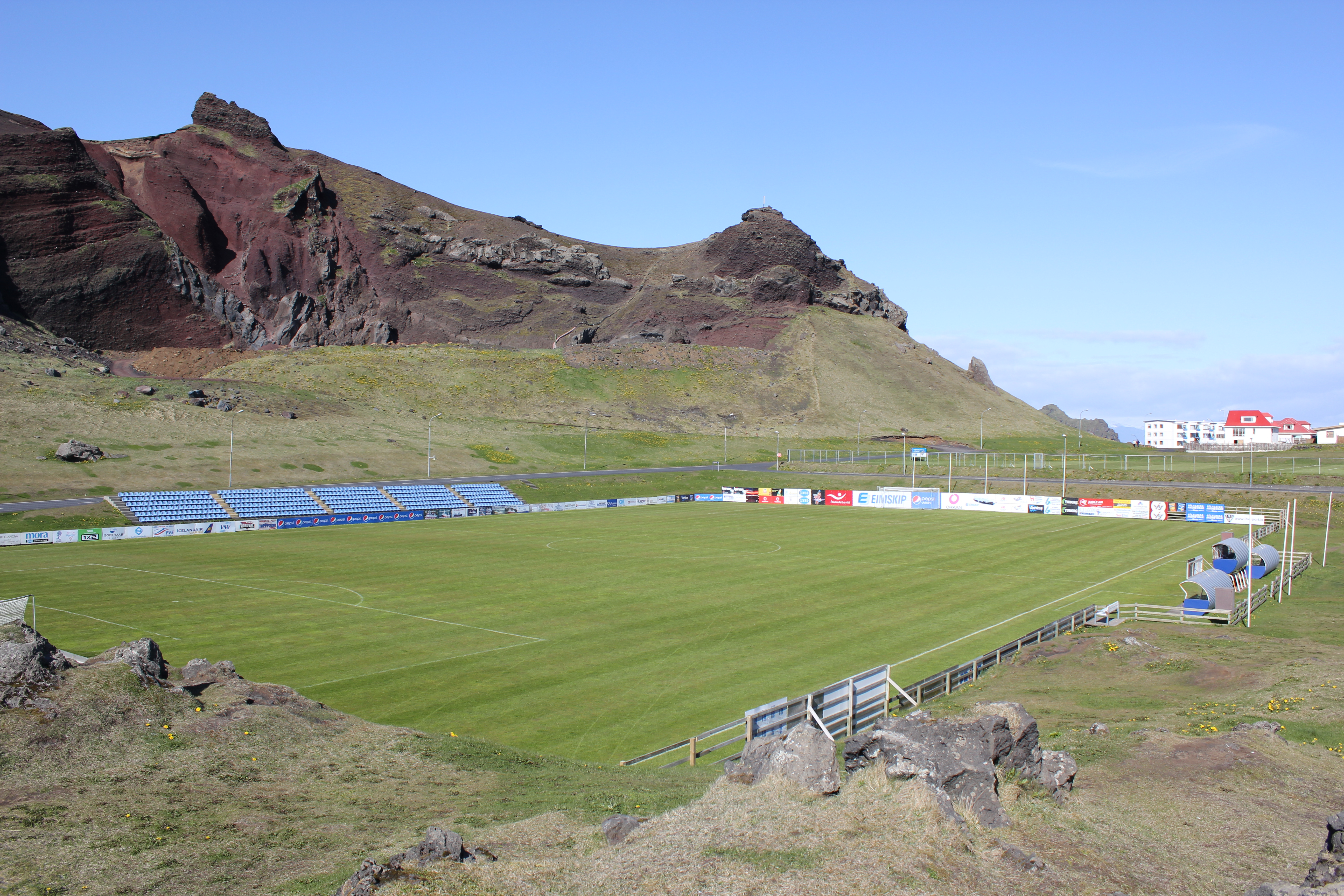
Campo de futebol em Vestmannaeyjar. O futebol é o esporte mais popular da Islândia

Na Islândia são vários os esportes praticados pela população. Os mais comuns são o futebol, handebol e golfe. O futebol é o mais popular do país, graças ao desempenho da seleção islandesa nas competições internacionais. Além disso, muitos jogadores islandeses se mudam para outros países para jogar profissionalmente em outros clubes. Com isso o esporte fica mais popular e consequentemente os clubes nacionais faturam mais, e esse lucro é revertido em estrutura de treinamento para novos jogadores. A participação feminina nesse esporte também tem aumentado nos últimos anos em virtude também ao bom desempenho da Seleção Islandesa de Futebol Feminino, que está classificada na décima quinta posição na tabela de seleções femininas da FIFA em dezembro de 2012. Em Jogos Olímpicos, a Islândia tem um modesto desempenho, tendo ganhado apenas 4 medalhas olímpicas (2 de prata e 2 de bronze), todas nos Jogos Olímpicos de Verão.
O país recebeu destaque por se tornar a nação menos populosa do planeta a disputar uma Copa do Mundo, em 2018. Com apenas 320 mil habitantes, possui aproximadamente 20 mil futebolistas cadastrados.
O bom desempenho do time nacional de handebol também fez com que a popularidade desse esporte aumentasse significativamente ao longo dos anos. Vários atletas vão jogar em clubes de outros países, mais inclusive do que futebolistas. Para dar apoio a esse crescente número de praticantes, a associação nacional de apoio aos esportes em parceria com as comunidades tem construído ginásios e comprado materiais para possibilitar a prática desse esporte. A prática de golfe no país tem se tornado cada vez mais comum, principalmente entre os mais jovens, que jogam por diversão. Outro esporte popular no país, por causa do clima, é o esqui, praticado nas áreas ao redor da capital durante o inverno, quando as colinas ficam cobertas pela neve. O snowboarding, um esporte relativamente novo, e está se tornando um esporte popular entre os islandeses. Algumas outras atividades esportivas incluem equitação, principalmente com o cavalo islandês, adaptado às condições climáticas do país, e a natação, realizada nas piscinas aquecidas pela energia geotérmica.

### Culinária

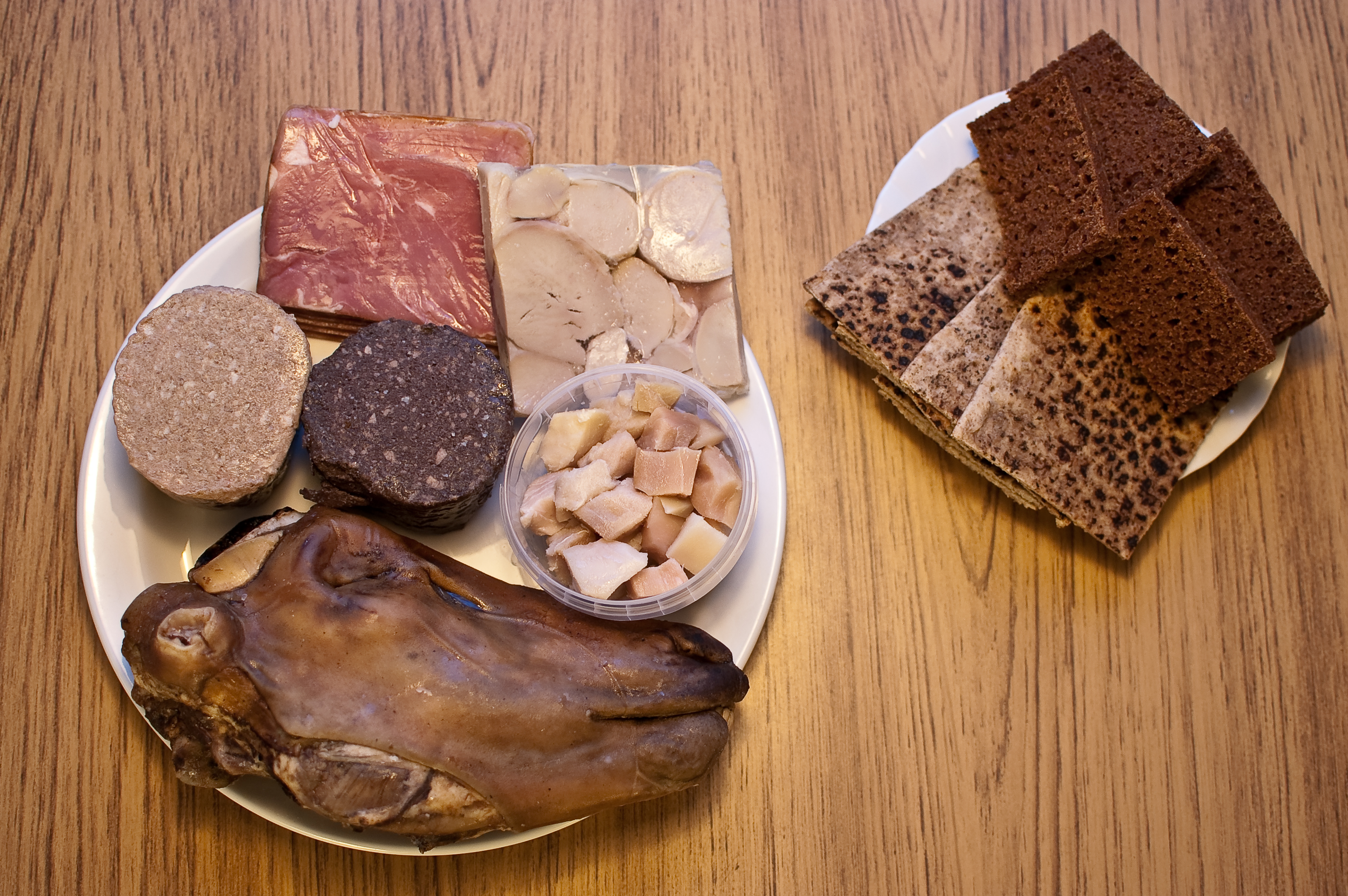
Þorramatur (thorramatur)

A culinária islandesa é conhecida pela utilização de produtos frescos, livres de agrotóxicos e de outras substâncias químicas. Seus peixes são renomados pela pesca responsável e pelos elevados padrões de qualidade. A partir do século XX, os habitantes da Islândia passaram a utilizar outros ingredientes de origem estrangeira além daqueles de origem nórdica, mas os ingredientes frescos do país continuam sendo a parte mais importante da culinária islandesa.
Dentre alguns produtos populares no país se destacam a carne de cordeiro, famosa por ser macia e saborosa, e o Skyr, um laticínio parecido com iogurte. Como em diversos outros países, lanches rápidos se tornaram populares na Islândia e um dos pratos mais populares e baratos é o pylsa, uma espécie de cachorro-quente. Alguns alimentos peculiares islandeses incluem salsichas feitas com fígado e sangue de carneiro e peixes desidratados que são usados em refeições leves. Em um certo período do ano, chamado de Þorrablót (lê-se thorrablot) entre janeiro e fevereiro, é tradição o consumo de alimentos que os antigos islandeses comiam. Essa comida, chamada Þorramatur (thorramatur) possui diversos ingredientes de origem animal, como cabeça de ovelha chamuscada, cordeiro defumado, chouriço de fígado e várias carnes curadas, como testículos de carneiro, peito de cordeiro e nadadeiras de focas.

### Música

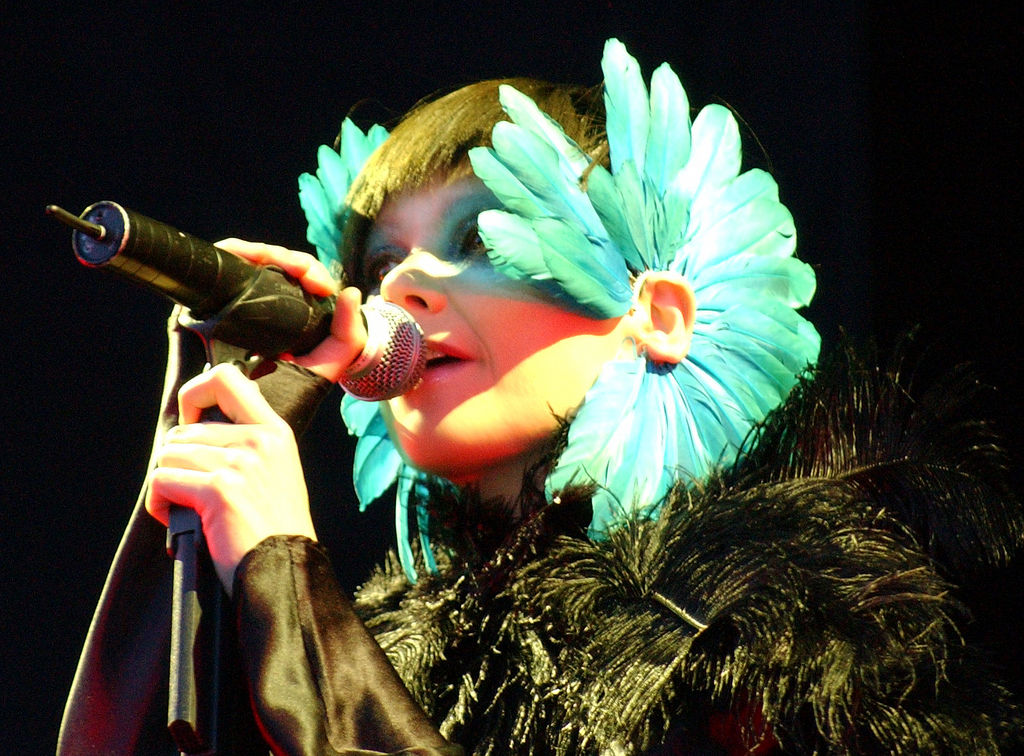
Björk, a cantora mais famosa da Islândia

Historicamente, a música islandesa esteve sempre associada com a religião. Por isso era muito comum a apresentação de corais em escolas, igrejas e reuniões de comunidade, e essa tradição ainda existe até hoje, mesmo sem estar tão ligada à crenças religiosas quanto no passado. As canções cantadas por corais têm origem nas obras produzidas nos séculos XIII e XIV, com os tradicionais poemas rimados, conhecidos como rímur. Essa relação com o passado representa uma importância cultural simbólica para os islandeses até a atualidade. Até o início do século XX, praticamente não existiam instrumentos musicais no país, por isso a história musical do país é tão diferente e peculiar em relação ao dos outros países, com as canções folclóricas e religiosas originadas de outros países nórdicos sendo cantadas a capella. O mundo começou a conhecer a nova música vibrante que começava a surgir no século XX com a banda de rock alternativo Sugarcubes, liderada pela cantora Björk, que viria a se tornar a cantora mais famosa do país com reconhecimento internacional. Como Björk, os músicos islandeses estão revolucionando sua forma de interpretação da música, apresentando um estilo diferente dos estilos europeu e americano e sempre tentando fazer algo novo. Um dos festivais de músicas mais importantes da Islândia é o Iceland Airwaves, criado em 1999 com edições anuais que acontecem em outubro. Além da apresentação de cantores consagrados mundialmente, o festival é uma espécie de vitrine para a nova música tanto islandesa quanto mundial.

### Feriados
| Data                               | Nome em português                         | Nome local                | Observações |
| ---------------------------------- | ----------------------------------------- | ------------------------- | --- |
| De 18 de janeiro a 16 de fevereiro | Festa de Meio-Inverno                     | Þorrablót                 | Antiga tradição viquingue, conhecida pela variedade de comidas, que inclui cabeça de cordeiro assada e carne de tubarão estragada. |
| 17 de junho                        | Dia da Independência da Islândia.         | Þjóðhátíðardagur Íslands. | Nesse dia, em 1944, a Islândia tornou-se independente da Dinamarca.                                                                |
| 31 de dezembro                     | Ano Novo, literalmente, Dia do ano velho, | Gamlársdagur              | Os fogos de artifício estouram quase ininterruptamente da véspera de Natal até ao dia 6 de janeiro.                                |